# Cucq
Pour l’article ayant un titre homophone, voir Cuq.
Cucq, parfois appelée Cucq-Trépied-Stella-Plage, est une commune française située dans le département du Pas-de-Calais en région Hauts-de-France. Ses habitants sont appelés les Cucquois et les Cucquoises.
Le territoire de la commune, avec quatorze espaces naturels tels qu’ils sont définis sur le site de l'inventaire national du patrimoine naturel, dispose du plus grand nombre d'espaces naturels dans le département du Pas-de-Calais
Outre le bourg, le territoire de la commune se compose du hameau de Trépied et de la station balnéaire de Stella-Plage, et comprenait également le hameau de Paris-Plage jusqu'au 28 mars 1912, date où ce hameau est érigé en commune appelée Le Touquet-Paris-Plage.
La commune de 5 165 habitants fait partie de la communauté d'agglomération des Deux Baies en Montreuillois, qui regroupe 46 communes et compte 65 760 habitants en 2021.

## Géographie

### Localisation
Cucq se situe sur la Côte d'Opale, au bord de la Manche, entre Étaples et Berck (situées respectivement à 3,9 km et 13 km) ainsi qu'à environ 15 km de Montreuil-sur-Mer (chef-lieu d'arrondissement), 38 km de Boulogne-sur-Mer, 70 km de Calais et à 146 km de Lille par la route.
La commune, située sur les rivages de la Manche, entre les baies de Canche et d'Authie, est aussi, avec Stella-Plage, une station balnéaire de la Côte d'Opale, qualificatif dû à la couleur donnée par les reflets irisés du soleil couchant sur la mer. C'est Édouard Lévêque, peintre, écrivain, botaniste et membre de la société académique du Touquet-Paris-Plage, qui est l'inventeur de cette appellation en 1911 de la Côte d'Opale.
Elle s’étend sur 1 316 hectares répartis sur deux sites : « la Plage » à l'ouest et « le Village » à l'est. Elle fait partie de la région naturelle du Marquenterre.
Le territoire de la commune est limitrophe de ceux de quatre communes.
Les communes limitrophes sont  Le Touquet-Paris-Plage, Merlimont, Saint-Josse et Étaples.

### Géologie et relief
La superficie de la commune est de 13,16 km2 ; son altitude varie de 3  à   45 m.

#### Géologie

##### Descriptif du littoral
La commune de Cucq est située sur un littoral, composé de paysage dunaires et d'estuaires, de 30 kilomètres entre le sud d’Équihen-Plage et le nord de Berck.
On peut distinguer cinq grands types de milieux naturels qui sont, d’ouest en est, depuis la mer : les estrans et les estuaires, les cordons dunaires, la plaine humide des bas champs, les anciennes dunes plaquées sur les falaises et les falaises fossiles du rebord du plateau d’Artois.
Ces espaces dunaires occupent l’ensemble de la façade littorale sur une profondeur dans les terres (de l’ouest vers l’est) pouvant atteindre quatre kilomètres comme au niveau de la commune d'Étaples. On y observe des dunes nues et des dunes boisées artificiellement comme Hardelot et le Touquet-Paris-Plage.

##### Histoire de la formation du littoral
L’histoire des paysages dunaires et estuaires d’opale est une succession de transgressions et de régressions marines du bassin parisien.
Il y a 170 millions d’années, au Jurassique, le boulonnais est un golfe et le milieu de sédimentation assez proche d’aujourd'hui. À −90 millions d’années, la mer Crétacé envahit le continent et dépose d’épaisses couches de sédiments. À −45 millions d’années, l'anticlinal de l'Artois commence à se soulever et sépare définitivement le bassin parisien de celui de Londres-Bruxelles. Ce soulèvement crée les premières côtes à falaise. À −2,5 millions d’années, les littoraux de la mer du Nord et de la Manche sont au niveau des Pays-Bas et de la Normandie. À −500 000 ans, au Pléistocène moyen, le pas de Calais est ouvert, probablement lié à un effondrement de blocs entre des jeux de faille qui crée l’ouverture du détroit, créant une fosse entre les îles Britanniques et l'Europe. À −18 000 ans, lors de la dernière période glaciaire, le niveau de la mer était 130 mètres plus bas et le détroit était à sec. Puis survient, avec la fonte des glaces, la transgression flandrienne qui entraine l'élévation de la mer et l'inondation du détroit. C'est partir de cette période que les dépôts sableux de la plaine maritime se mettent en place. À −10 000 ans, à l'Holocène, début du réchauffement, la mer est encore à environ 65 mètres au-dessous du niveau actuel. À −8 500 ans, la jonction entre la mer du Nord et la Manche est réalisée puis, il y a 5 000 ans, le niveau de la mer s'établit sensiblement au niveau actuel.
Ensuite recommence une évolution littorale des falaises et des marais littoraux, aboutissant par érosion et colmatage à la situation actuelle. Les dunes littorales forment un seul ensemble entre Équihen et le nord de la baie de la Canche. Elles continuent d'envahir, du Moyen Âge jusque récemment, le relief intérieur en constituant des dunes plaquées sur les falaises fossiles (collines de l'Artois) et enfin, les résurgences de sources au pied des coteaux, qui proviennent de la nappe de craie, sont à l'origine de nombreux ruisseaux et zones humides dans les bas-champs.
Stella-Plage, quartier de Cucq, est située sur cet espace dunaire.

##### Les bas-Champs
La zone humide arrière littorale appelée bas-champs (4 à 5 mètres d’altitude) occupent une bande étroite, d’est en ouest, de 3 kilomètres et, du nord au sud, de 15 kilomètres, essentiellement situés entre Canche et Authie, bien que l’on trouve une étroite zone humide à l’arrière des dunes du nord d’Étaples. Ces marais arrières-littoraux font partie des deux vallées fluviales , comme au niveau de la Canche avec une importante zone humide entre Étaples et Montreuil-sur-Mer. Elles recueillent les eaux des collines de l’est, résurgences de la nappe de la craie. Ces eaux trouvent leur chemin entre les dunes infranchissables et les falaises fossiles, et qui, comme la grande Tringue, vont se jeter dans la Canche. Ces zones humides et marais constituent une zone de nourrissage pour les oiseaux migrateurs utilisant le rail littoral, comme les marais de Balençon.
La commune de Cucq est situé le long de ces bas champs comme l'est la route départementale D 940.

#### Superficie et relief
La superficie de la commune est de 13,16 km2 ; son altitude varie de 3  à   45 mètres.

### Hydrographie
Le territoire de la commune est situé dans le bassin Artois-Picardie.
La commune est traversée, du sud vers le nord, par la rivière la Grande Tringue, née sur le territoire de la commune d'Airon-Saint-Vaast, d'une longueur de 12,7 km et qui, avant de rejoindre l'estuaire de la Canche, reçoit, dans la commune, en rive droite, l'apport d'un affluent : la Petite Tringue. La Grande Tringue délimite, à l'est, la commune de Cucq de la commune de Saint-Josse.

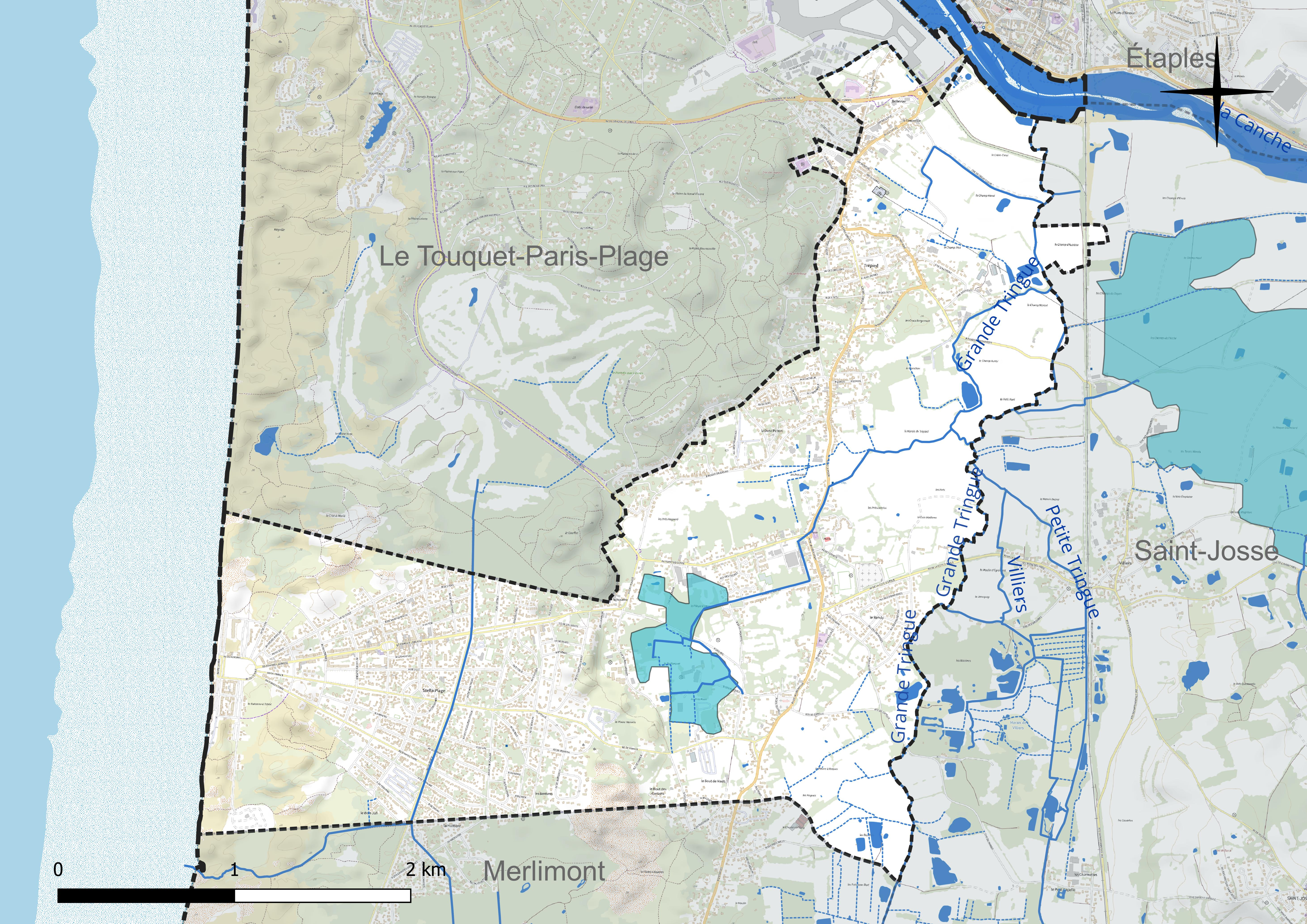
Réseau hydrographique de Cucq.

### Climat
Pour des articles plus généraux, voir Climat des Hauts-de-France et Climat du Pas-de-Calais.
En 2010, le climat de la commune est de type climat océanique franc, selon une étude du CNRS s'appuyant sur une série de données couvrant la période 1971-2000. En 2020, Météo-France publie une typologie des climats de la France métropolitaine dans laquelle la commune est exposée à un climat océanique et est dans la région climatique Côtes de la Manche orientale, caractérisée par un faible ensoleillement (1 550 h/an) ; forte humidité de l’air (plus de 20 h/jour avec humidité relative > 80 % en hiver), vents forts fréquents.
Pour la période 1971-2000, la température annuelle moyenne est de 10,7 °C, avec une amplitude thermique annuelle de 12,6 °C. Le cumul annuel moyen de précipitations est de 810 mm, avec 12,7 jours de précipitations en janvier et 7,9 jours en juillet. Pour la période 1991-2020, la température moyenne annuelle observée sur la station météorologique la plus proche, située sur la commune du Touquet-Paris-Plage à 4 km à vol d'oiseau, est de 11,2 °C et le cumul annuel moyen de précipitations est de 888,8 mm,. Pour l'avenir, les paramètres climatiques de la commune estimés pour 2050 selon différents scénarios d'émission de gaz à effet de serre sont consultables sur un site dédié publié par Météo-France en novembre 2022.
| Mois                                  | jan.             | fév.             | mars            | avril           | mai             | juin            | jui.          | août           | sep.           | oct.          | nov.            | déc.             | année      |
| ------------------------------------- | ---------------- | ---------------- | --------------- | --------------- | --------------- | --------------- | ------------- | -------------- | -------------- | ------------- | --------------- | ---------------- | ---------- |
| Température minimale moyenne (°C)     | 2,6              | 2,4              | 4               | 5,6             | 8,7             | 11,6            | 13,8          | 14             | 11,6           | 9             | 5,6             | 3,1              | 7,7        |
| Température moyenne (°C)              | 5,1              | 5,3              | 7,5             | 9,9             | 13              | 15,6            | 17,6          | 18             | 15,6           | 12,4          | 8,4             | 5,7              | 11,2       |
| Température maximale moyenne (°C)     | 7,6              | 8,2              | 10,9            | 14,1            | 17,2            | 19,7            | 21,4          | 21,9           | 19,5           | 15,8          | 11,3            | 8,2              | 14,7       |
| Record de froid (°C) date du record   | −19,1 08.01.1985 | −18,2 21.02.1956 | −8,9 03.03.1965 | −4,5 09.04.1968 | −2,2 03.05.1981 | −0,4 01.06.1975 | 4 01.07.1951  | 3,9 01.08.1976 | 1,8 23.09.1979 | −3,8 28.10.03 | −8,6 15.11.1983 | −11,6 29.12.1996 | −19,1 1985 |
| Record de chaleur (°C) date du record | 16,7 01.01.22    | 19,3 24.02.21    | 23,2 31.03.21   | 25,5 22.04.11   | 31,4 27.05.05   | 34,6 21.06.17   | 39,9 19.07.22 | 36,4 11.08.03  | 32,8 10.09.23  | 27,1 01.10.11 | 19,8 07.11.15   | 16,4 31.12.22    | 39,9 2022  |
| Ensoleillement (h)                    | 618              | 784              | 1 328           | 1 896           | 2 098           | 2 204           | 2 251         | 2 051          | 1 612          | 1 106         | 627             | 525              | 1 710      |
| Précipitations (mm)                   | 76,8             | 61,7             | 54,2            | 50,2            | 59              | 55,9            | 58,8          | 73             | 76,8           | 101,3         | 114,2           | 106,9            | 888,8      |

### Paysages
Pour un article plus général, voir Paysage en France.
La commune s'inscrit dans le « paysage des dunes et estuaires d’Opale » tel que défini dans l’atlas des paysages de la région Nord-Pas-de-Calais, conçu par la direction régionale de l'Environnement, de l'Aménagement et du Logement (DREAL),.
Ce paysage, qui concerne 23 communes, s’étend le long de la côte sur environ 30 km, de la baie d’Authie à Équihen-Plage, et sur deux à quatre kilomètres de large. Les paysages des dunes et des estuaires cèdent la place aux abrupts des falaises, au niveau d’Equihen-Plage. Les dunes littorales se sont constituées récemment, depuis le Moyen Âge, et ont envahi le relief intérieur en constituant des dunes plaquées sur les falaises fossiles, spécificité locale. Les résurgences de sources au pied de ces falaises proviennent de la nappe de la craie et sont à l’origine de nombreux ruisseaux et zones humides dans les Bas-Champs, surtout visibles entre Étaples et Rang-du-Fliers.
Ce paysage des dunes et estuaires d’Opale est constitué : d’un peu plus de 40% de dunes et de plages, dont 28 % d’espaces dunaires, dont certains sont boisés comme à Hardelot-Plage et au Touquet-Paris-Plage ; de 22 et 25 % au niveau de la baie d’Authie et des Bas Champs, Bas Champs majoritairement en prairies ; de 20 % par les communes et d’un peu plus de 5 % par les cours d’eau et les marais arrière-littoraux, entre Merlimont et Rang-du-Fliers, comme le marais de Balançon défini réseau Natura 2000.

### Milieux naturels et biodiversité
Le territoire de la commune de Cucq dispose, avec quatorze espaces naturels tels qu’ils sont définis sur le site de l'inventaire national du patrimoine naturel, du plus grand nombre d'espaces naturels dans le département du Pas-de-Calais :
- trois espaces protégés Natura 2000 ;
- huit zones naturelles d'intérêt écologique, faunistique et floristique (ZNIEFF) ;
- deux espaces naturels protégés (hors Natura 2000) ;
- un inventaire national du patrimoine géologique.

Le hameau de Cucq, Stella-Plage, est caractérisé par une très grande plage de sable fin sur la côte de la Manche.
Cette plage est contigüe avec celle du Touquet Paris-plage au nord et celle de Merlimont au sud.
On peut y remarquer la présence de dunes de sable fin protégées par la loi littoral.
Au début du mois de février, la plage de Stella-Plage est un lieu de passage et de ravitaillement de l'Enduropale qui a succédé à l'Enduro du Touquet. L'ancienne course passait dans les dunes de Stella et était surtout attendue l’étroit passage en goulet d'étranglement qu'empruntaient les coureurs après une course en ligne droite sur la plage. Lieu de ralentissement et d'ensablement de nombreux concurrents, le goulet en particulier, et le passage dans les dunes en général, fut très critiqué pour son impact négatif sur l'environnement.

#### Espaces protégés et gérés
La protection réglementaire est le mode d’intervention le plus fort pour préserver des espaces naturels remarquables et leur biodiversité associée.
Dans ce cadre, on trouve sur le territoire de la commune deux terrains acquis par le Conservatoire du littoral : 
- les dunes de Mayville, d'une superficie de 76 hectares[24] ;
- les dunes de Stella - Merlimont, d'une superficie de 105 hectares[25].

#### Zones naturelles d'intérêt écologique, faunistique et floristique
L’inventaire des zones naturelles d'intérêt écologique, faunistique et floristique (ZNIEFF) a pour objectif de réaliser une couverture des zones les plus intéressantes sur le plan écologique, essentiellement dans la perspective d’améliorer la connaissance du patrimoine naturel national et de fournir aux différents décideurs un outil d’aide à la prise en compte de l’environnement dans l’aménagement du territoire.
Le territoire communal comprend sept ZNIEFF de type 1 :
- les dunes de Stella-Plage, d'une superficie de 236 ha, altitude de - 3 à + 33 mètres[26] ;
- les dunes de Mayville, d'une superficie de 744 ha, altitude de 0 à + 39 mètres[27] ;
- le communal de Merlimont, d'une superficie de 220 ha, altitude de 9 à + 40 mètres[28] ;
- les prairies humides de la Grande Tringue, d'une superficie de 267 ha, altitude de 1 à 10 mètres[29] ;
- les marais de Cucq-Villiers, d'une superficie de 158 ha, altitude de 4 à 6 mètres[30] ;
- les prairies péri-urbaines de Cucq, d'une superficie de 181 ha, altitude de 3 à 9 mètres[31] ;
- la forêt du Touquet, d'une superficie de 210 ha, altitude de 8 à 36 mètres[32].

et une ZNIEFF de type 2la basse vallée de la Canche et ses versants en aval d’Hesdin.

Carte des ZNIEFF de type 1 et 2 sur la commune
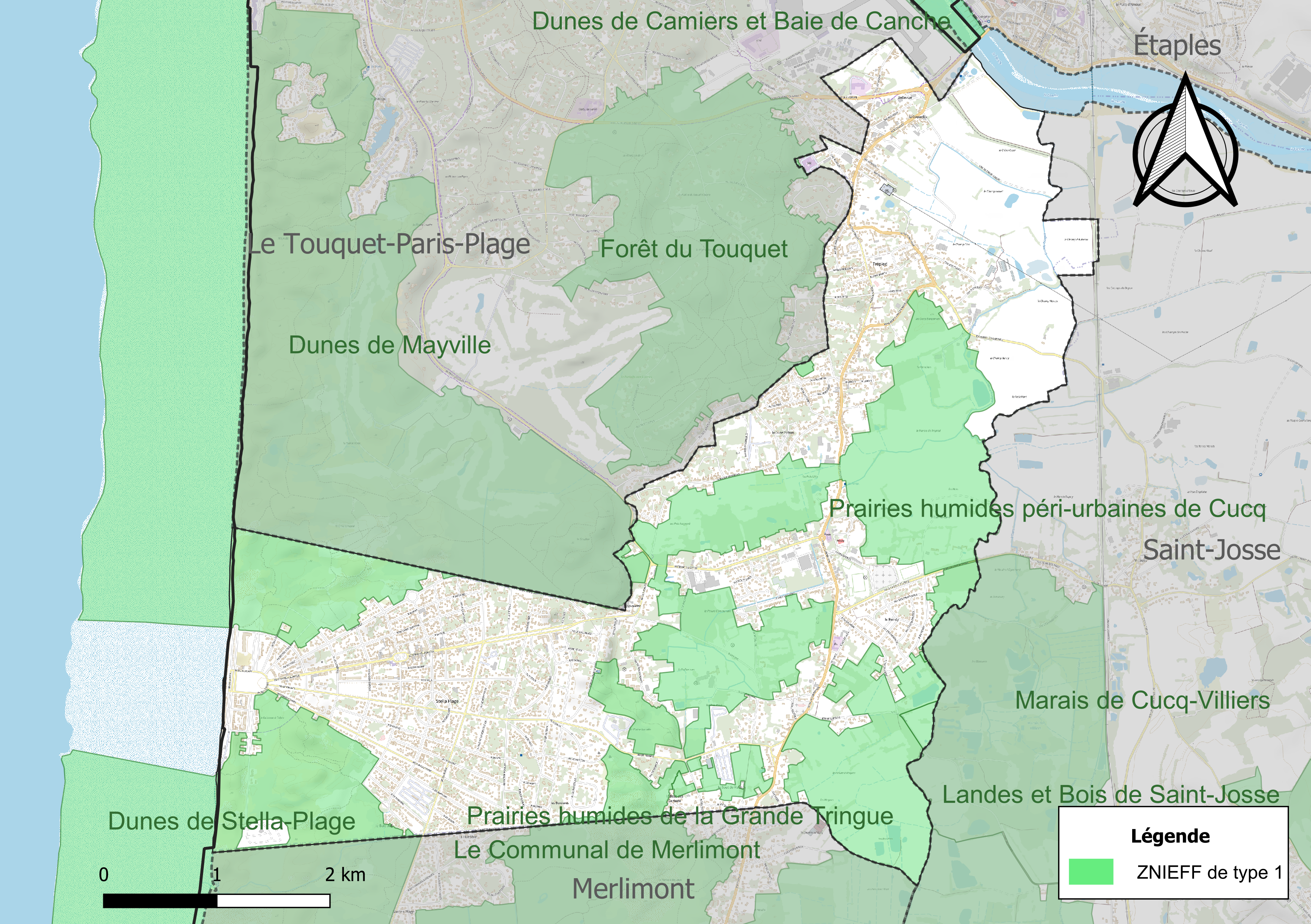
Carte des ZNIEFF de type 1 sur la commune.
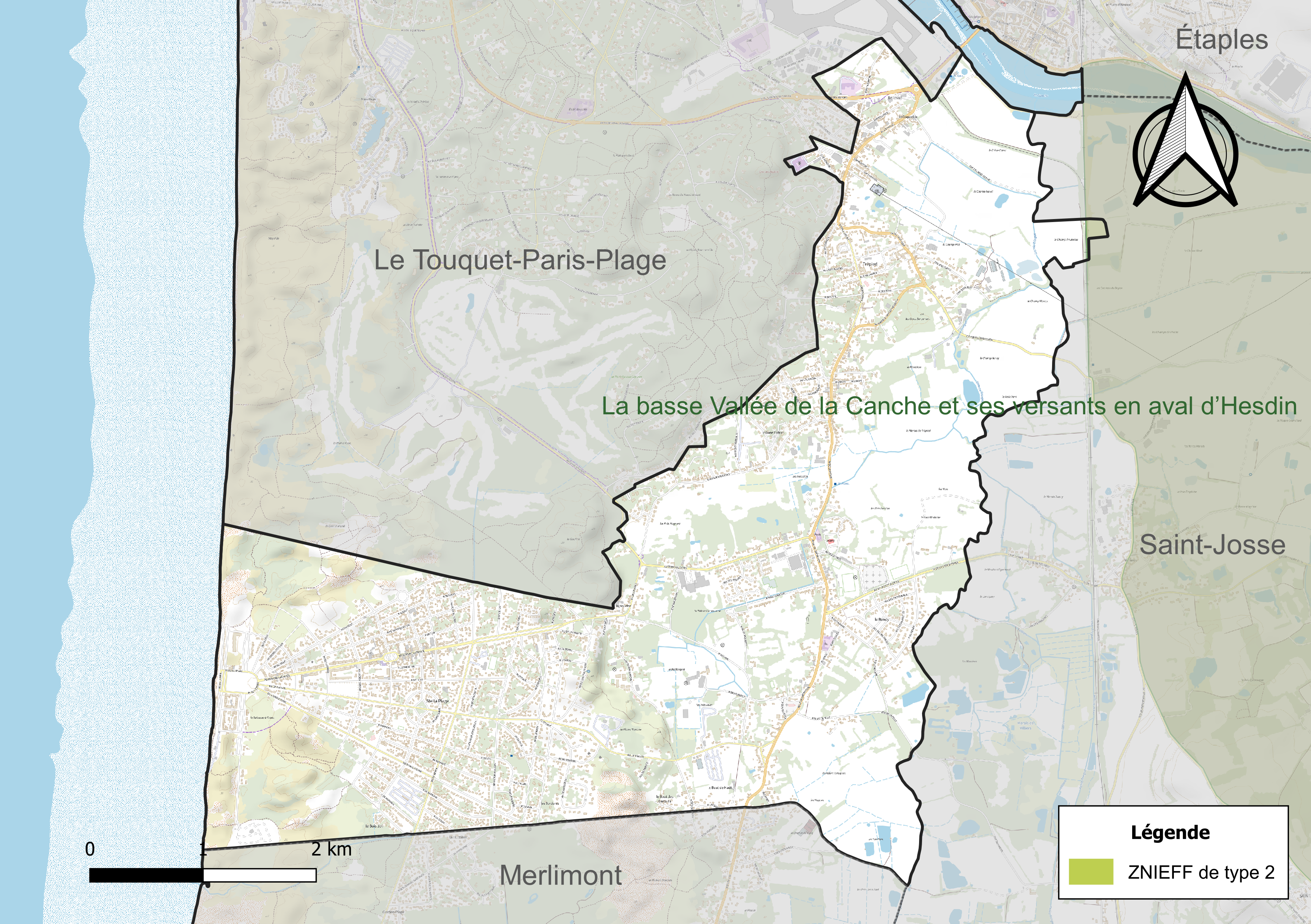
Carte de la ZNIEFF de type 2 sur la commune.

#### Sites Natura 2000
Le réseau Natura 2000 est un réseau écologique européen de sites naturels d’intérêt écologique élaboré à partir des Directives « Habitats » et « Oiseaux ». Ce réseau est constitué de Zones spéciales de sonservation (ZSC) et de Zones de protection spéciale (ZPS). Dans les zones de ce réseau, les États Membres s'engagent à maintenir dans un état de conservation favorable les types d'habitats et d'espèces concernés, par le biais de mesures réglementaires, administratives ou contractuelles.
Sur la commune, deux sites Natura 2000 de type B sont définis en site d'importance communautaire (SIC) : 
- les dunes et marais arrière-littoraux de la plaine maritime picarde[35] ;
- la baie de la Canche et le couloir des trois estuaires, d’une superficie de 333,06 km2 et d'une altitude variant de −23  à   0 mètres. Ce site se délimite à partir du trait de côte, s'étend jusqu'à la limite des trois milles nautiques, limité au sud par le phare d'Ault et au nord par le village de Sainte-Cécile, sur la commune de Camiers[36].

et un site Natura 2000 de type A est défini en zone de protection spéciale (ZPS) : le marais de Balançon.

#### Inventaire national du patrimoine géologique
Le territoire communal comprend le site de l'estuaire de la Canche. il est inscrit à l'inventaire national du patrimoine géologique.

#### Biodiversité
L'inventaire national du patrimoine naturel permet de découvrir les espèces présentes, les espèces protégées ainsi que le statut biologique (indigène, introduite dont envahissante…) des espèces recensées sur la commune de Preures.

## Urbanisme

### Typologie
Au 1er janvier 2024, Cucq est catégorisée ceinture urbaine, selon la nouvelle grille communale de densité à sept niveaux définie par l'Insee en 2022.
Elle appartient à l'unité urbaine de Berck, une agglomération intra-départementale regroupant sept  communes, dont elle est une commune de la banlieue,,. Par ailleurs la commune fait partie de l'aire d'attraction d'Étaples - Le Touquet-Paris-Plage, dont elle est une commune du pôle principal,. Cette aire, qui regroupe 21 communes, est catégorisée dans les aires de moins de 50 000 habitants,.
La commune, bordée par la Manche, est également une commune littorale au sens de la loi du 3 janvier 1986, dite loi littoral. Des dispositions spécifiques d’urbanisme s’y appliquent dès lors afin de préserver les espaces naturels, les sites, les paysages et l’équilibre écologique du littoral, tel le principe d'inconstructibilité, en dehors des espaces urbanisés, sur la bande littorale des 100 mètres, ou plus si le plan local d’urbanisme le prévoit.

### Occupation des sols
L'occupation des sols est marquée par l'importance des zones urbanisés. La répartition détaillée ressortant de la base de données européenne d'occupation biophysique des sols Corine Land Cover millésimée 2018 est la suivante : zones urbanisées (48,8 %), prairies (25 %), espaces ouverts, sans ou avec peu de végétation (13 %), terres arables (10,3 %), milieux à végétation arbustive ou herbacée (1,5 %), zones humides intérieures et côtières (0,9%), zones industrielles ou commerciales et réseaux de communication (0,3%), forêts (0,2 %). L'évolution de l’occupation des sols de la commune et de ses infrastructures peut être observée sur les différentes représentations cartographiques du territoire : la carte de Cassini (XVIIIe siècle), la carte d'état-major (1820-1866) et les cartes ou photos aériennes de l'IGN pour la période actuelle (1950 à aujourd'hui).

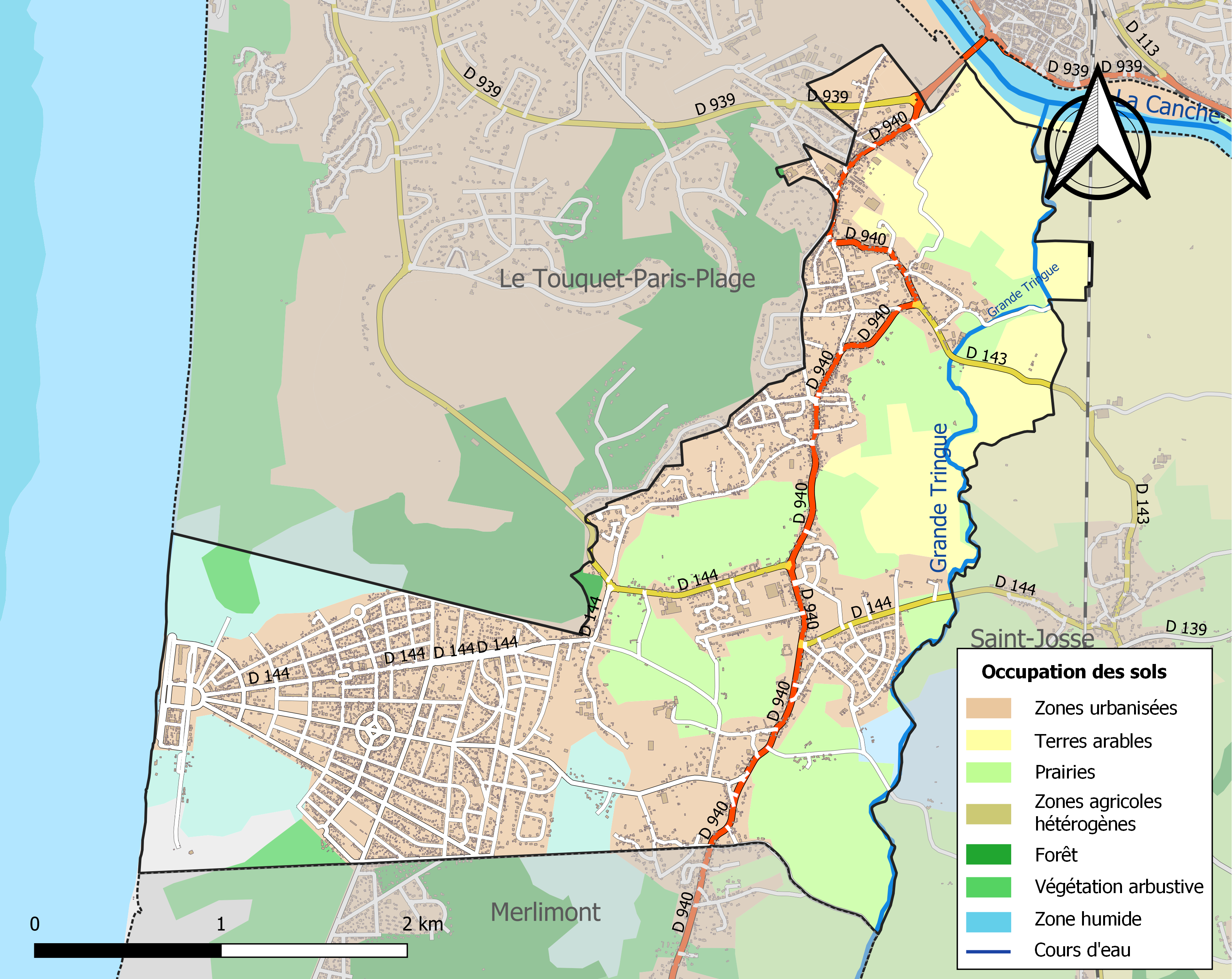
Carte des infrastructures et de l'occupation des sols de la commune en 2018 (CLC).

### Lieux-dits, hameaux et écarts

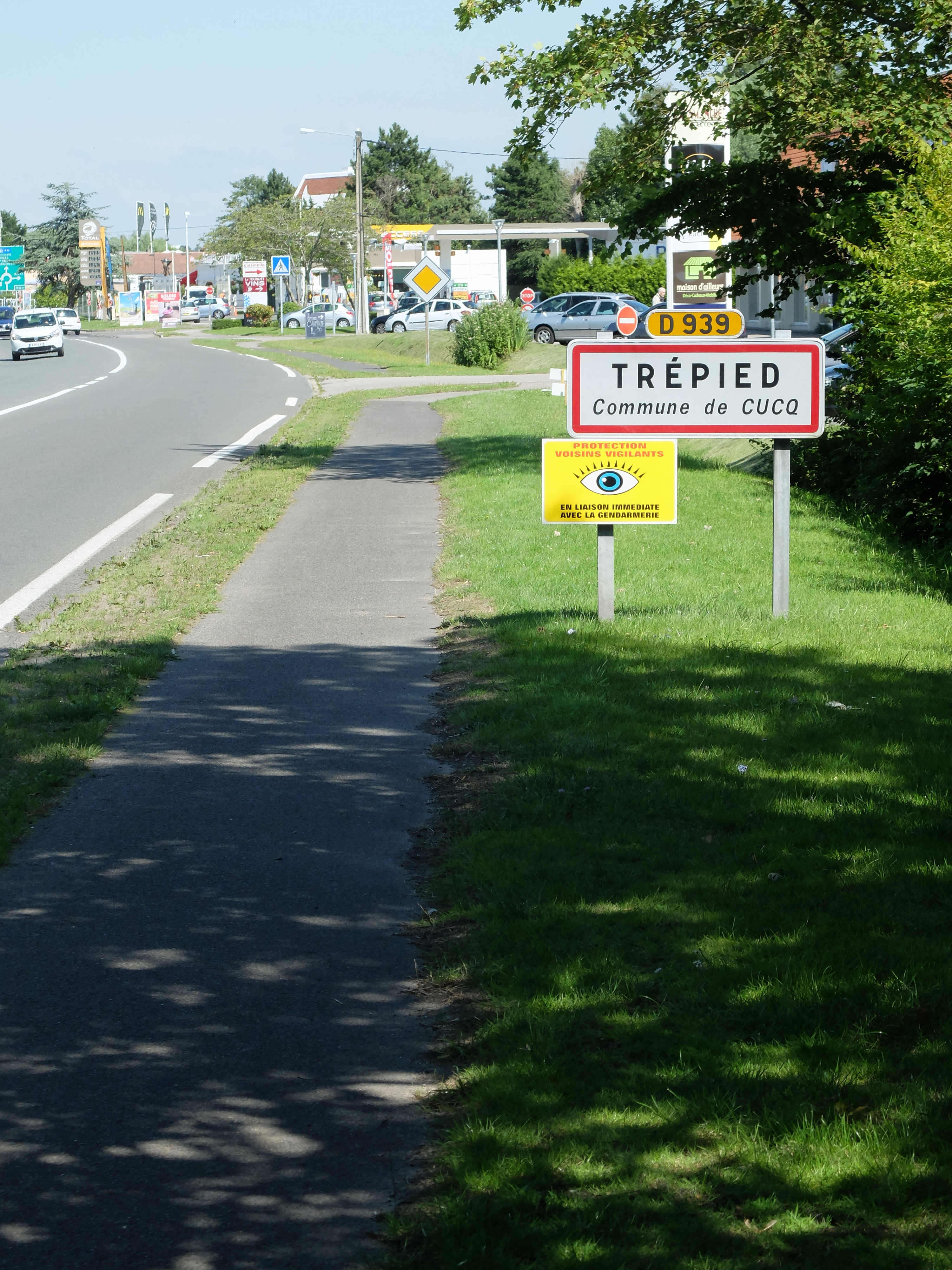
Une entrée du hameau de Trépied.

La commune est constituée, en plus de son centre, du hameau de Trépied, situé au nord de la commune, et de la station balnéaire de Stella-Plage, située à l'ouest de la commune.
Sur le territoire de la commune, on trouve les lieux-dits, au hameau de Trépied, du nord au sud, la Coquerille, le Crève-Cœur, le Champ Havet, le Champ d'Autréau, le Champ Piot, le Champ Marcot, les Crocs Bergemont, le Planchon, le Champ Auray, la Dune Pichon, le Marais de Trépied ; sur Cucq centre, du nord au sud, les Prés Litins, les hots, les Prés Lenclos, les Prés Haigneré, le Coin Madame, la pâture communale, le Rendy, le Baillarquet, les Prés rivet, la Plaine Nonotte, le Bout des Certains, le Bout du Haut, la pâture à Raques, les Hagues et les Bas Prés et sur Stella-Plage, au sud, le Bois Joli et les Bordures.

### Logement
En 2017, on dénombre à Cucq 6 681 logements se répartissant en 58,6 % de résidences secondaires, 37,7 % de résidences principales et 3,7 % de logements vacants, répartis en 3 969 maisons (59,4 %) et 2 699 appartements (40,4 %). En l'espace de cinq ans, entre 2012 et 2017, le nombre de maisons a augmenté de 1,9 % soit + 74 et le nombre d'appartements a augmenté de 3,5 % soit + 93.
Les constructions des résidences principales, jusqu'en 2015, s'échelonnent comme suit : 2,5 % ont été construites avant 1919, 10,3 % entre 1919 et 1945, 33,6 % entre 1946 et 1970, 27,9 % entre 1971 et 1990, 16,1 % entre 1991 et 2005 et 9,7 % de 2006 à 2014.
En 2017, parmi ces résidences principales, 64,6 % sont occupées par leurs propriétaires, 33,8 % par des locataires (dont 5,1 % pour des logements HLM loués vides) et 1,6 % par des occupants à titre gratuit.
Au 1er janvier 2021 la commune disposait de 86 chambres réparties dans 4 établissements hôteliers, un « deux étoiles » et trois non-classés.
Elle dispose de 749 emplacements de camping-caravaning, répartis en 434 emplacements dans 3 « trois étoiles » et de 315 emplacements dans 2 « deux étoiles ».
La commune dispose également de 247 places de lit dans un hébergement type village vacances - Maison familiale.

### Planification de l'aménagement
La loi SRU du 13 décembre 2000 a incité fortement les communes à se regrouper au sein d'un établissement public, pour déterminer les parties d'aménagement de l'espace au sein d'un schéma de cohérence territoriale (SCoT), un document essentiel d'orientation stratégique des politiques publiques à une grande échelle.
Le schéma de cohérence territoriale (SCOT) du pays maritime et rural du Montreuillois a été approuvé par délibération du 30 janvier 2014.
En matière de planification, la commune dispose d'un plan local d'urbanisme (PLU) approuvé le 23 mai 2016.
La Communauté d'agglomération des Deux Baies en Montreuillois (CA2BM) a engagé une démarche de planification de l’urbanisme à l’échelle de son territoire, sous la forme d’un PLU intercommunal (PLUi), en collaboration étroite avec les 46 communes. Le PLUi est un document de planification urbaine qui administre, à l’échelle des communes, les possibilités de construction et d’usage des sols. Il se substituera aux anciens documents d’urbanisme (PLU, POS, CC).
Le PLUI-H, regroupement du PLUi, plan local d'urbanisme intercommunal, et du PLH, programme local de l'habitat, traduit un projet commun de développement urbain et d’aménagement du territoire communautaire pour les 10-15 ans à venir. Il est bâti dans un objectif de développement durable et d’équilibre des espaces, de cohérence et d’optimisation des politiques publiques, visant à promouvoir une dynamique d’agglomération tout en préservant les spécificités de chaque commune.
Ce PLUI-H se déroule en 4 phases :
- Phase 1, 2019 à 2020, état des lieux, diagnostic et enjeux ;
- Phase 2, 2020 à 2022, projet d'aménagement et de développement durable ;
- Phase 3, 2022 à 2024, règlement et zonage :
- Phase 4, 2024 à 2025, avis des personnes publiques associées et enquêtes publiques[52].

### Voies de communication et transports

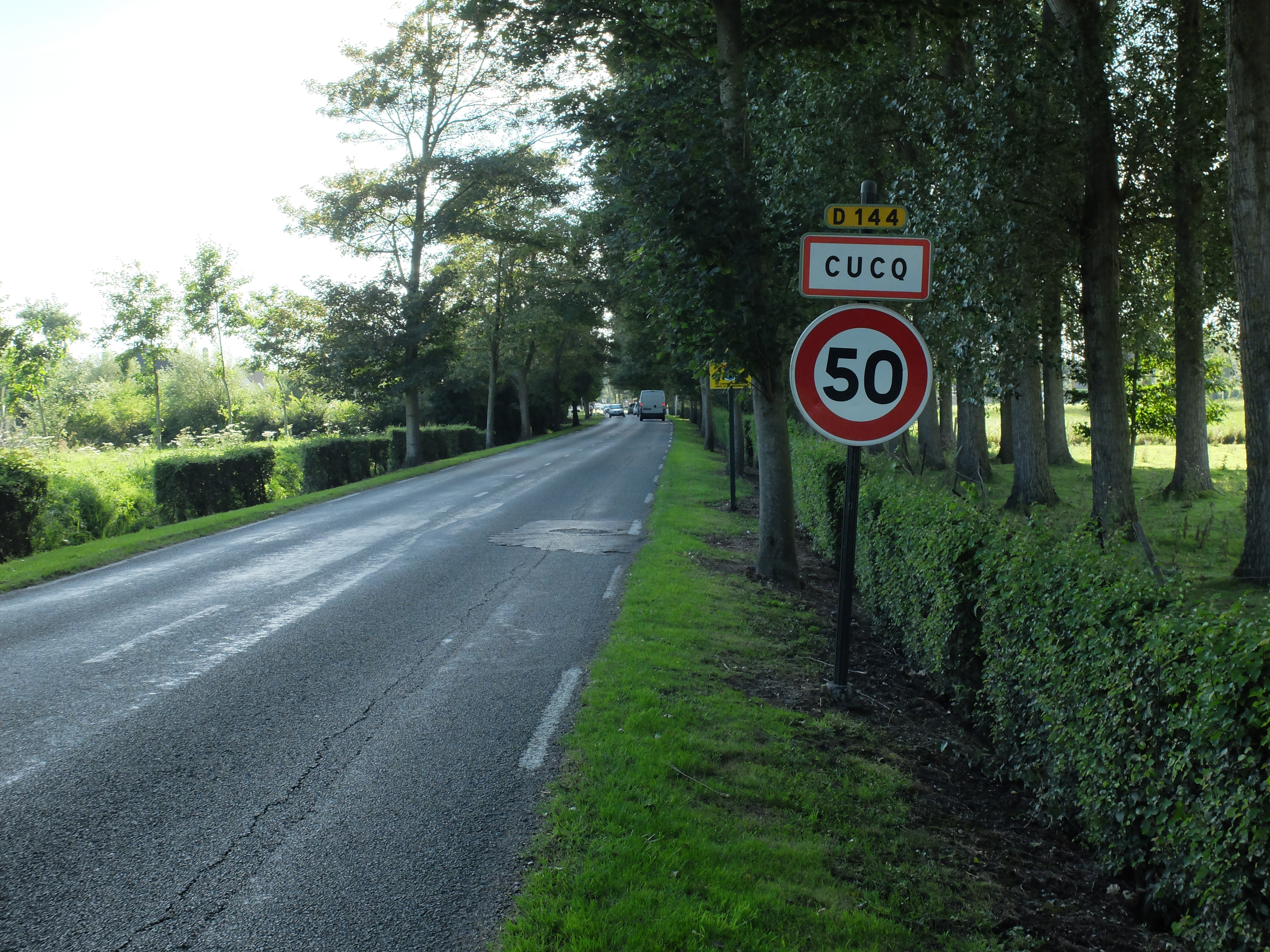
Une entrée de la commune.

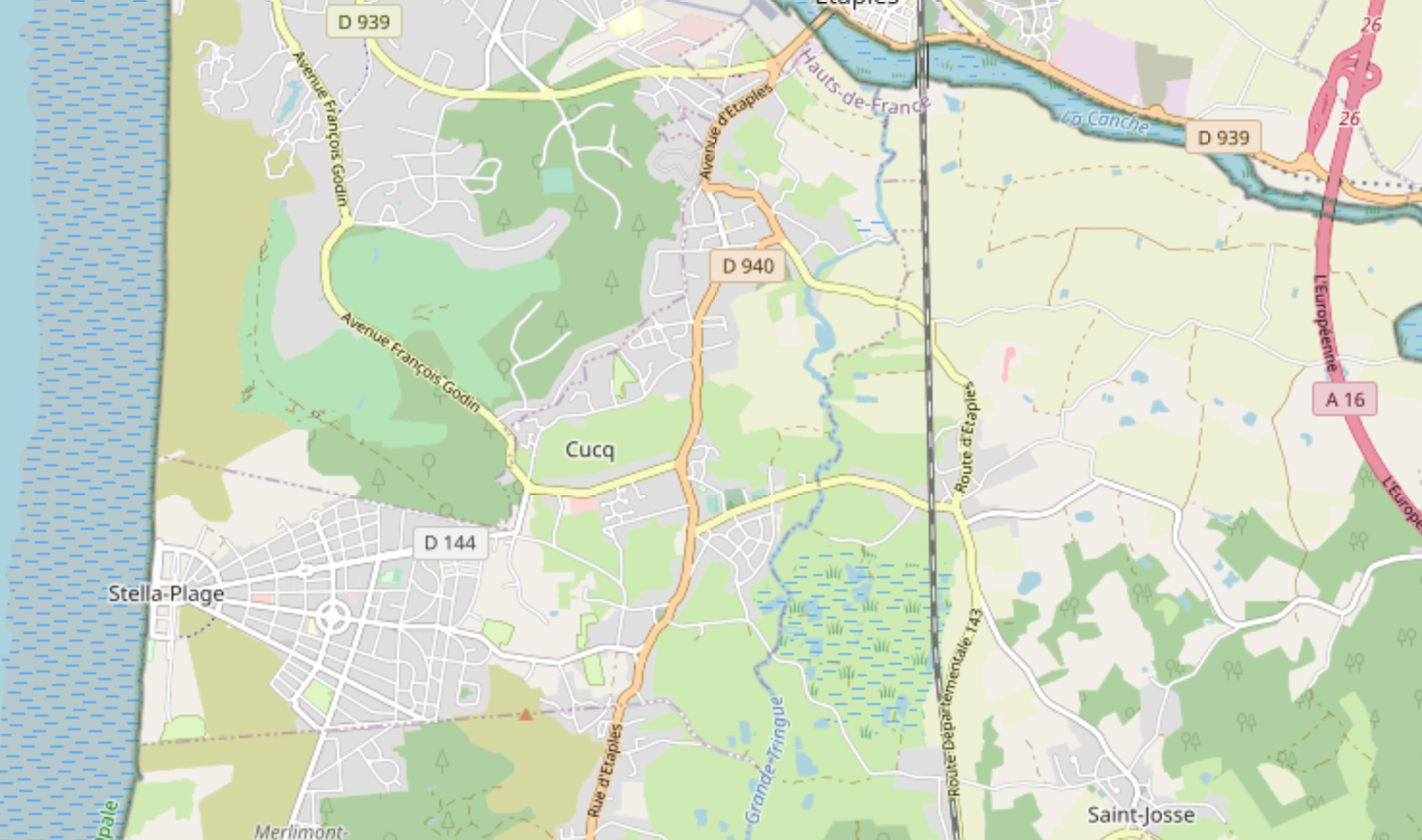
Cucq (carte générale) - Voies de communication (routières et ferroviaire).

#### Voies de communication
La commune se situe sur la route départementale D 940 qui longe le littoral de Calais au nord à Berck au sud. La route départementale D 144, venant de Saint-Josse, traverse d'est en ouest la commune vers Stella-Plage et Le Touquet-Paris-Plage.
La commune se situe à proximité de l'autoroute A16, mise en service le 15 mai 1998, qui dessert la commune via les sorties no 25 et no 26. Elle permet de rejoindre, vers le nord, Calais (en 50 minutes) et Dunkerque (en 1 h 15) et, vers le sud, Amiens (en 1 h) et Paris (en 2 h 20).
La commune est reliée à Étaples par le pont sur la Canche.

#### Transport ferroviaire
Les gares ferroviaires les plus proches sont celles d'Étaples-Le Touquet, à 5 kilomètres, et de Saint-Josse, à 10 kilomètres. Cette dernière est desservie par des TGV et Intercités à destination de grandes gares comme Amiens, Lille-Europe et Paris-Nord.
Au cours de la première moitié du XXe siècle, de 1909 à 1929, une ligne de chemin de fer relie Berck à Paris-Plage, la commune dispose d'une gare sur la ligne et, de 1900 à 1940, une ligne de tramway relie la gare d'Étaples à Paris-Plage avec un arrêt au café de l'Espérance à Trépied.

#### Transport aérien
La commune est située à proximité de l'aéroport du Touquet-Côte d'Opale (4 km).

#### Transports routiers
La commune est desservie par les lignes 1A, 1B et Navette du réseau de transport de la communauté d'agglomération des Deux Baies en Montreuillois (CA2BM).

#### Voies de la commune

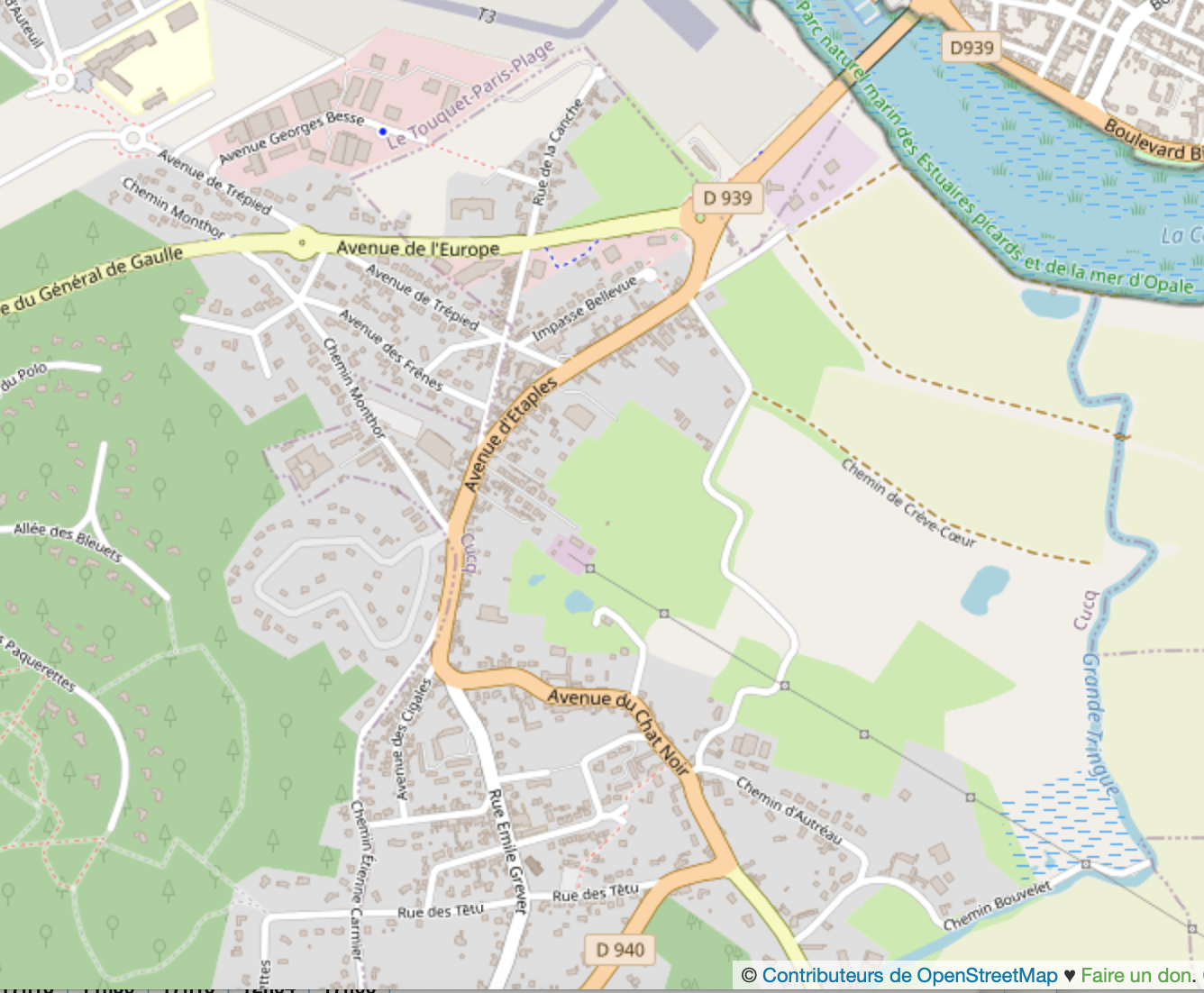
Les voies du nord de Cucq.
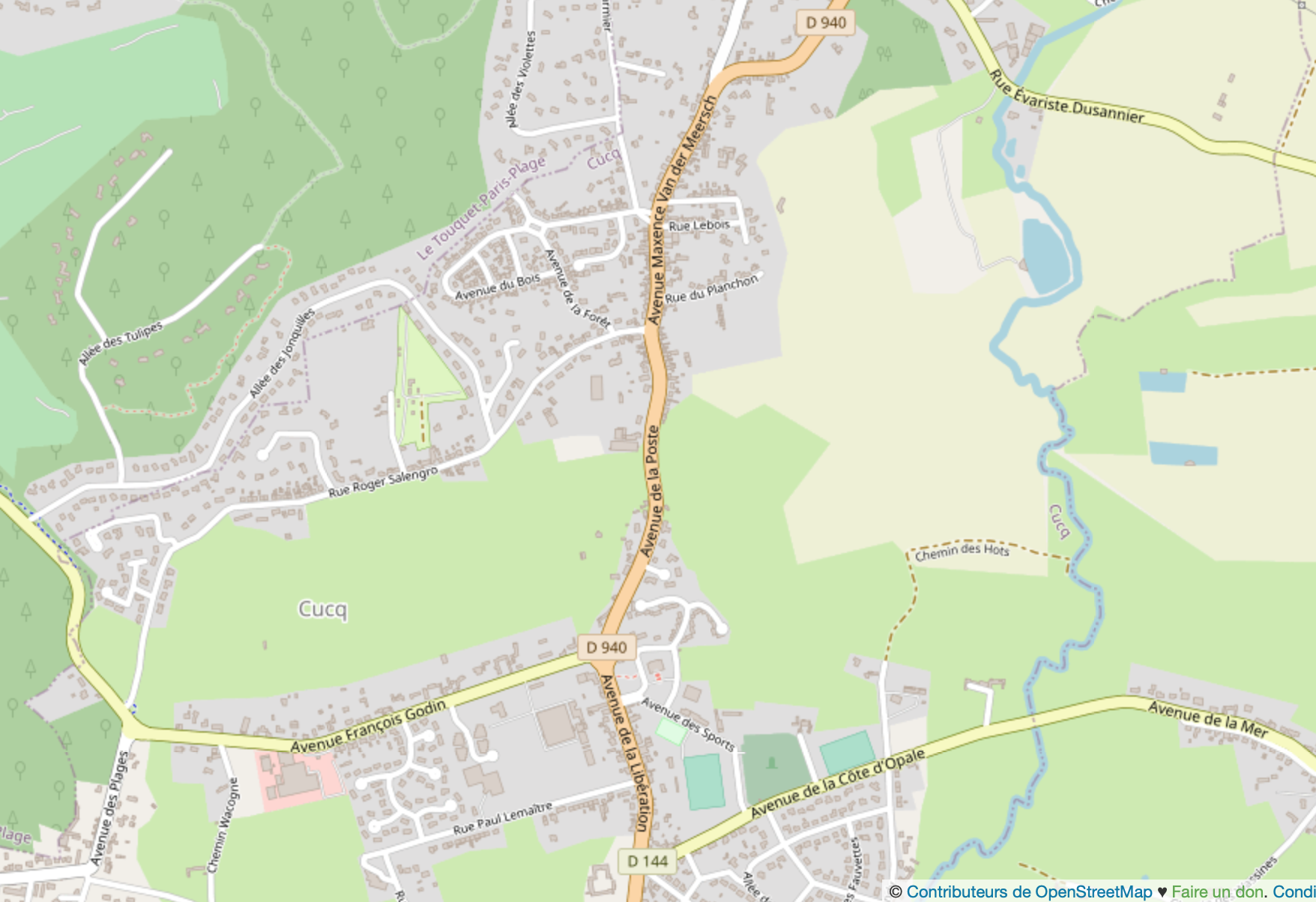
Les voies du centre de Cucq.
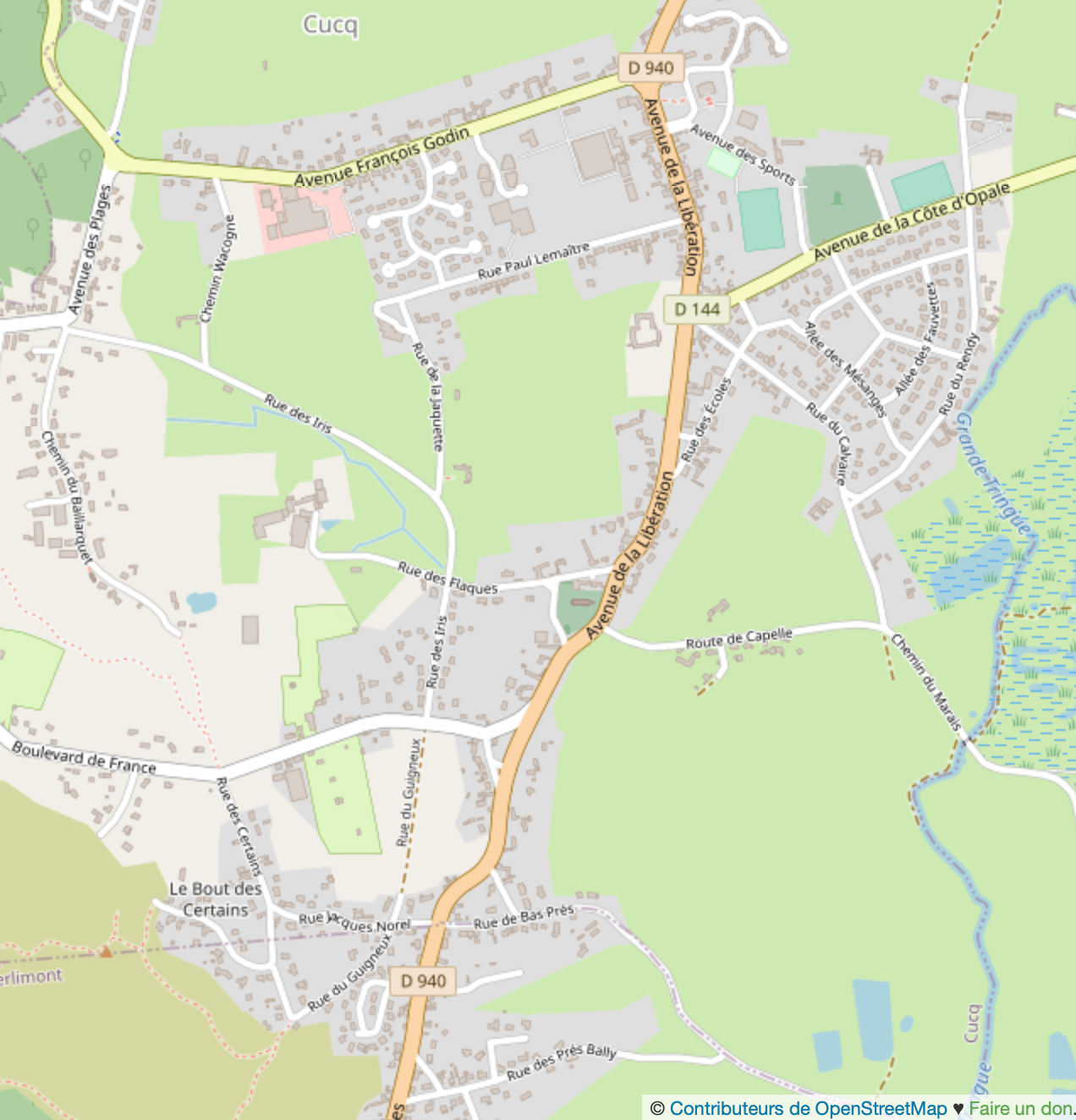
Les voies du sud de Cucq.
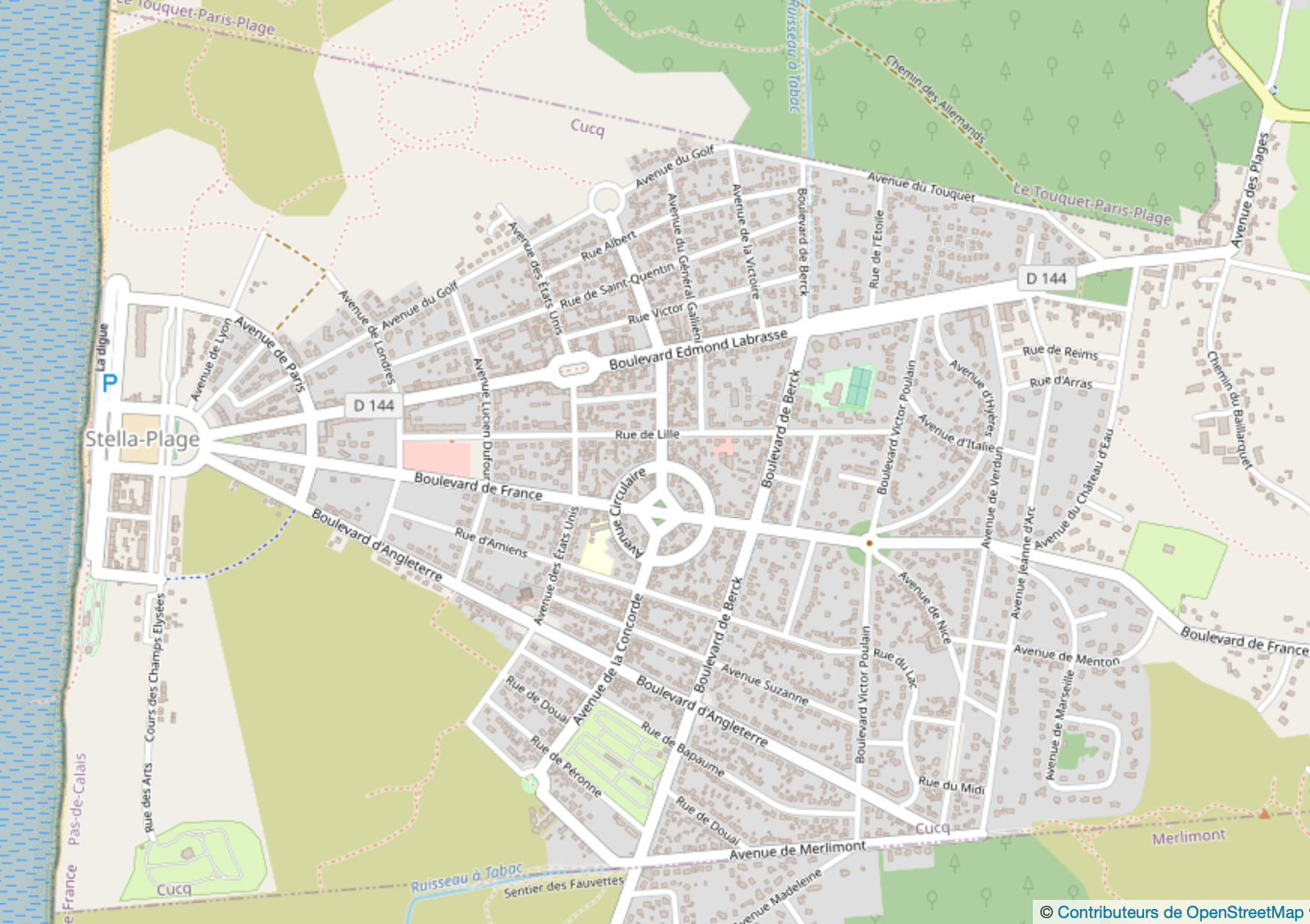
Les voies de Stella-Plage.

### Risques naturels et technologiques
Le risque sismique est « très faible » sur l'ensemble du territoire communal (zone 1 sur 5 du zonage mis en place en mai 2011), la majorité des communes du Pas-de-Calais étant en risque « faible » (zone 2 sur 5).
Les centrales nucléaires françaises les plus proches, productrices de la grande majorité de l'électricité fournie à la commune, sont celles de Gravelines et Penly (chacune à environ 60 km au nord et au sud), à noter que la centrale de Dungeness, en Angleterre, est située à 69 km.
La commune est reconnue en état de catastrophe naturelle à la suite des inondations et coulées de boues du 27 au 29 octobre 2012.
À la suite du passage des tempêtes Ciarán, Domingos et Elisa et des inondations et coulées de boue qui se sont produites, la commune est reconnue, par arrêté du 14 novembre 2023, en état de catastrophe naturelle pour inondations et coulées de boue sur la période du 2 au 12 novembre 2023, comme 179 autres communes du département.

## Toponymie
Le nom de la localité est attesté sous les formes Cucq (1173), Cuc (1207), Cuch (vers 1302), Cuck (1339), Cuecq (1522), Cacq (1720), Cuque (XVIIIe siècle), Cucq (depuis 1801).
Vient du pré-celtique *cucc « hauteur, colline ». Le village à ses débuts était situé sur une dune, un monticule quelconque, un peu plus élevé que les environs, d'où la comparaison et le nom de Cucq.
Tchucq en picard et Kuuk en flamand.
Le hameau de Trépied est attesté sous les formes Trepie (1203), Traipie (1248), Trespied (1583), Trepied (1720). Toponyme qui rappelle la forme triangulaire du village, un pied sur le comté du Boulonnais, un second sur le comté de Ponthieu et le troisième pied « immergé ».
Le plan du lotissement Stella-Plage, s'inspire d'un plan radio-concentrique en forme d'étoile (d'où le nom Stella, étoile en latin).

## Histoire
Pendant la période mérovingienne les terres où se situent aujourd’hui Cucq, Le Touquet-Paris-Plage, Merlimont et Berck, n’étaient que des marais ou étaient envahies par la mer.
Peu à peu, la mer s’est retirée, les marais ont été recouverts par le sable et les dunes.
Les Garennes de Cucq et de Trépied résultent du retrait de la mer depuis des siècles. Le sable de l’estran, désagrégé par le vent à marée basse, s’est accumulé sur la côte pour former les dunes du cordon du littoral.
En 1819, l'État décide de dresser un plan précis de l'ancien domaine des moines de l'abbaye de Saint-Josse confisquée lors de la Révolution. Les 1 600 hectares des garennes de Trépied, hameau de Cucq, sont estimés en 1827 et vendus le 31 janvier 1835 à Doms, un Belge qui ne pourra pas payer la somme due. La vente est donc annulée.
Ces terrains, rachetés par Alphonse Daloz, seront plus tard connus sous le nom de Le Touquet-Paris-Plage.
Sur les bords de la Canche, au XVe siècle, le port de Trépied possédait une trentaine de bateaux de pêche. 150 hommes vivaient alors de la mer : la pêche alimentait les marchés d’Amiens, d’Abbeville et de Beauvais.
En 1837, Alphonse Daloz achète les garennes de Cucq et de Trépied. En 1855, Daloz et Rigaux (gendre de Daloz) plantent les jeunes pins. En 1858, Daloz et Rigaux décident de partager le domaine. Daloz prend 1 250 hectares, (le territoire actuel de la commune du Touquet) et Rigaux constituera le domaine de Stella.
La première partie du XXe siècle est marquée par l’implantation d’un des plus grands lotissements de France : Stella, devenu peu après la station qu’elle est aujourd’hui. La fondation de Stella-Plage est malheureusement mis en veilleuse par la Première Guerre mondiale.
Afin de permettre l’aménagement de la station, à la suite de la dégradation monétaire, Labrasse et Poulain mettent en place l’association syndicale libre des propriétaires de Stella-Plage en 1921.
En 1925, Stella-Plage inaugure sa nomination en « station climatique » qui entraîne la création du premier syndicat d’initiative en 1930.
En 1932, la commune voulut également honorer son « soldat inconnu », à la suite d'une erreur qui avait conduit à inhumer deux fois (sic) un même Poilu dans le caveau familial des Lignier. C'est pour éviter qu'il y ait un autre soldat inconnu que celui de Paris que le ministre des pensions donnera finalement son veto en dernière minute.
À partir de cette période de nombreuses installations voient le jour : poste, aménagement de voiries, écoles, digue de Stella, station d’épuration.
Chaque saison les estivants, propriétaires ou locataires affluent, surtout depuis la création du syndicat d’initiative qui organisait des fêtes et manifestations diverses (courses cyclistes, jeux de plage, fête des fleurs).
Puis la Seconde Guerre mondiale éclate et la commune va connaître des années difficiles ; presque toutes les villas sont détruites ou gravement endommagées. Seules, deux villas sont restées intactes à la fin du conflit.

## Politique et administration

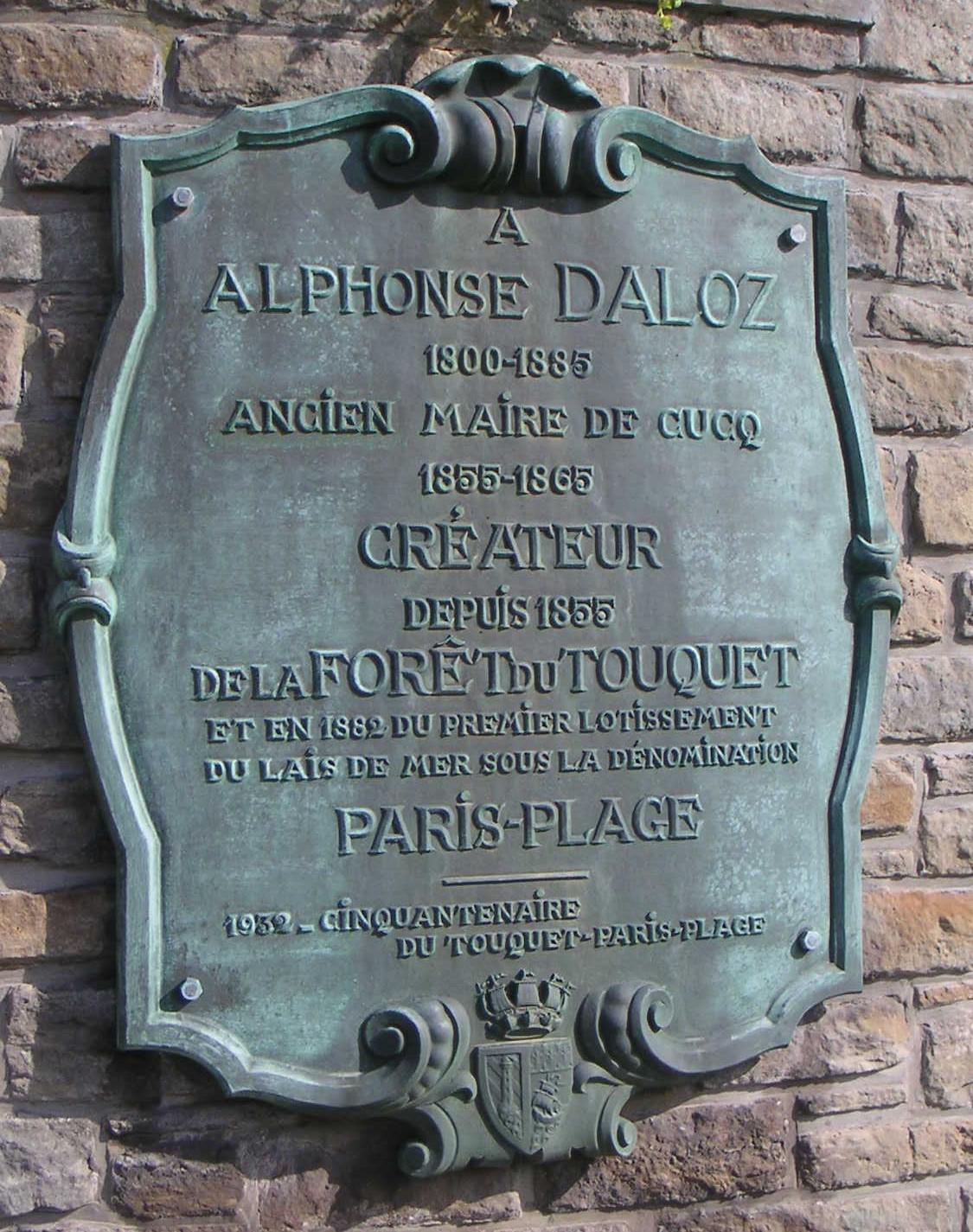
Plaque commémorative sur l'hôtel de ville du Touquet-Paris-Plage.

### Découpage territorial
La commune se trouve dans l'arrondissement de Montreuil du département du Pas-de-Calais.

#### Commune et intercommunalités
Cucq faisait partie de la communauté de communes mer et terres d'Opale, créée fin 1999.
Dans le cadre des prescriptions de la Loi NOTRe, qui impose que les intercommunalités regroupent, sauf exceptions, au moins 15 000 habitants, celle-ci fusionne avec ses voisines pour former, le 1er janvier 2017 la communauté d'agglomération des Deux Baies en Montreuillois dont est désormais membre la ville.

#### Circonscriptions administratives
Elle fait partie du canton de Montreuil, depuis la loi du 22 décembre 1789 reprise par la constitution de 1791, qui divise le royaume (la République en septembre 1792), en communes, cantons, districts et départements. Dans le cadre du redécoupage cantonal de 2014 en France, elle est à nouveau rattachée au canton d'Étaples, qui est alors modifié, passant de 19 à 15 communes.

#### Circonscriptions électorales
Pour l'élection des députés, elle fait partie, depuis 1986, de la quatrième circonscription du Pas-de-Calais.

### Élections municipales et communautaires

#### Élections municipales de 2020
Le conseil municipal  de Cucq, commune de plus de 1 000 habitants, est élu au scrutin proportionnel plurinominal à deux tours (sans aucune modification possible de la liste), pour un mandat de six ans renouvelable. Compte tenu de la population communale, le nombre de sièges à pourvoir lors des élections municipales de 2020 est de 29. Les 29 conseillers municipaux sont élus au premier tour avec un taux de participation de 49,53 %, se répartissant en vingt-trois issus de la liste conduite par Walter Kahn (DVD), quatre issus de la liste conduite par Christelle Deharbe (DVD) et deux de la liste conduite par Laurence Lefebvre (DG).
Dans les communes de 1 000 habitants et plus, les conseillers sont élus au suffrage direct à la fois pour un mandat de conseiller municipal et pour un mandat de conseiller communautaire. Les 4 sièges attribués à la commune au sein de la communauté d'agglomération des Deux Baies en Montreuillois (CA2BM) sont élus dès le premier tour : trois issus de la liste menée par Walter Kahn et un sur la liste menée par Christelle Deharbe.
- Maire sortant : Walter Kahn (DVD)
- 29 sièges à pourvoir au conseil municipal (population légale 2022  : 5165 habitants)
- 4 sièges à pourvoir au conseil communautaire (CA des Deux Baies en Montreuillois)

|                          |                          |                          |              |              |        |        |  |  |  |
| Tête de liste            | Tête de liste            | Liste                    | Premier tour | Premier tour | Sièges | Sièges |  |  |  |
| Tête de liste            | Tête de liste            | Liste                    | Voix         | %            | CM     | CC     |  |  |  |
|                          | Walter Kahn              | DVD                      | 1 115        | 54,15        | 23     | 3      |  |  |  |
|                          | Christelle Deharbe       | DVD                      | 534          | 28,36        | 4      | 1      |  |  |  |
|                          | Laurence Lefebvre        | DVG                      | 360          | 17,48        | 2      | 0      |  |  |  |
|                          |                          |                          |              |              |        |        |  |  |  |
| Votes valides            | Votes valides            | Votes valides            | 2 059        | 97,30        |        |        |  |  |  |
| Votes blancs             | Votes blancs             | Votes blancs             | 16           | 0,76         |        |        |  |  |  |
| Votes nuls               | Votes nuls               | Votes nuls               | 41           | 1,94         |        |        |  |  |  |
| Total                    | Total                    | Total                    | 2 116        | 100          | 29     | 4      |  |  |  |
| Abstention               | Abstention               | Abstention               | 2 156        | 50,47        |        |        |  |  |  |
| Inscrits / participation | Inscrits / participation | Inscrits / participation | 4 272        | 49,53        |        |        |  |  |  |

#### Liste des maires
| Période                                  | Période                    | Identité          | Étiquette | Qualité |
| ---------------------------------------- | -------------------------- | ----------------- | --------- | --- |
| Les données manquantes sont à compléter. |                            |                   |           | |
| janvier 1945                             | mars 1965                  | Émile Grevet      |           | Employé SNCF |
| mars 1965                                | mars 1971                  | Jean Levisse      |           | |
| mars 1971                                | 1973                       | Albert Sandras    |           | Lieutenant-colonel en retraite |
| 1973                                     | mars 1977                  | Henri Deleplace   |           | Ancien adjoint au maire |
| mars 1977                                | 11 mars 1983               | Fernand Delenclos |           | |
| 11 mars 1983                             | En cours (au 25 juin 2020) | Walter Kahn       | DVD       | Médecin 3e vice-président de la CC mer et terres d'Opale devenue en 2017 la CA des Deux Baies en Montreuillois Réélu pour le mandat 2020-2026 |

### Jumelage
La commune de Cucq n'est jumelée avec aucune ville.

## Équipements et services publics

### Eau et déchets

#### Services en production et distribution d'eau potable, assainissement collectif, assainissement non collectif
La Communauté d'agglomération des Deux Baies en Montreuillois (CA2BM) est compétente en matière de gestion de l'eau potable de la commune en gestion délégué à Véolia Eau, elle gère également l'assainissement collectif en gestion délégué et l'assainissement non collectif géré en régie par à Véolia Eau.
Sur le territoire de la commune, au bord de la Canche et proche du pont d'Étaples, se trouve la station d'épuration qui traite, depuis le début des années 1980, les eaux usées de la commune, du Touquet, d’Étaples et de Merlimont, soit deux millions de mètres cubes traités puis rejetés dans le milieu naturel. Cette station a bénéficié d'importants travaux de modernisation de 2007 à 2009, pour améliorer la qualité des eaux de la Canche et du bord de mer, et est dimensionnée pour supporter l'afflux de touristes en période estivale,.

#### Tarifs de l'eau
au 1er janvier 2020 les tarifs sont les suivants :
- Eau potable, pour une facture de 120 m3, le m3 est facturé 1,98 euro.
- Assainissement collectif, pour une facture de 120 m3, le m3 est facturé 3,43 euros.
- Assainissement non-collectif, pour un diagnostic de bon fonctionnement et d'entretien, le montant facturé est de 100 euros[74].

#### Gestion des déchets
La gestion des déchets est organisée par la CA2BM.
La commune est à proximité des déchèteries de Berck (13 km) et de Verton (15 km).
Un site de compostage est situé dans la commune dont le maître d'ouvrage est Agriopale Services.

### Espaces publics
Cucq ne participe pas au concours des villes et villages fleuris.

### Enseignement
La commune de Cucq est située dans l'académie de Lille.
La ville administre 4 écoles communales du primaire : à Cucq, l'école élémentaire avec 87 élèves (2021), l'école maternelle « La Souris Verte » avec 55 élèves (2021) et au hameau de Trépied, l'école primaire « Jean Lévisse » avec 136 élèves (2021) et l'école maternelle « Le Chat Noir »,. À la rentrée 2022, les écoles maternelles et élémentaires du hameau de Trépied et de Cucq sont fusionnées en un seul groupement scolaire dans l'actuelle école de Cucq.
Un service de garderie, les études surveillées et la restauration scolaire sont gérées par la collectivité.
L'école maternelle et élémentaire Le Grand Bleu à Stella-Plage a été fermée par la municipalité en 2011.

### Espaces publics
Sur le plan touristique, deux niveaux de classement sont prévus pour les communes qui développent une politique touristique sur leur territoire. Le premier niveau se matérialise par l’obtention de la dénomination en « commune touristique » et délivrée par un arrêté préfectoral pris pour une durée de cinq ans. Le second niveau, plus élevé que le premier, se matérialise par le classement en « station classée de tourisme », attribué par décret pour une durée de douze ans.
La commune de Cucq est labellisée commune touristique.

### Postes et télécommunications
La commune dispose de deux bureaux de poste, le premier situé au no 1650 avenue de la Libération, dans un bâtiment inscrit au patrimoine architectural du ministère de la Culture et le second bureau situé place Jean-Sapin à Stella-Plage.

### Santé
Les Cucquois bénéficient des services, d'une part, du centre hospitalier de l'arrondissement de Montreuil (CHAM), situé à Rang-du-Fliers, à 10 km de Cucq. Cet établissement né en 1980 s'est agrandi depuis, particulièrement en septembre 2009. Il s'est étendu sans cesse et offre aujourd'hui plus de 900 lits et places, et d'autre part, de la clinique des acacias, au hameau de Trépied, à Cucq. Cette clinique, créée en 1958, fait partie de la fondation Hopale, et dispose de 108 lits.
La commune dispose également d'une maison de retraite médicalisée « La Fontaine Médicis », appartenant à DOMUSVI groupe, située sur le hameau de Trépied, à l'entrée du Touquet-Paris-Plage.

### Justice, sécurité, secours et défense

#### Justice
La commune relève du tribunal de proximité de Montreuil, du tribunal judiciaire de Boulogne-sur-Mer, de la cour d'appel d'Amiens et de Douai, du tribunal pour enfants de Boulogne-sur-Mer, du conseil de prud'hommes de Boulogne-sur-Mer, du tribunal de commerce de Boulogne-sur-Mer et du tribunal paritaire des baux ruraux de Boulogne-sur-Mer, Calais et Montreuil.

#### Sécurité
La commune est sur le territoire de la brigade de gendarmerie de Merlimont, celui-ci comprend les communes : Airon-Notre-Dame, Airon-Saint-Vaast, Colline-Beaumont, Conchil-le-Temple, Cucq, Groffliers, Saint-Aubin, Saint-Josse, Tigny-Noyelle, Verton, Waben,.

#### Secours
La commune est à proximité du centre d'incendie et de secours (CIS) d'Étaples (6 km).

## Population et société

### Démographie
Les habitants de la commune sont appelés les Cucquois et les Cucquoises.

#### Évolution démographique
L'évolution du nombre d'habitants est connue à travers les recensements de la population effectués dans la commune depuis 1793. Pour les communes de moins de 10 000 habitants, une enquête de recensement portant sur toute la population est réalisée tous les cinq ans, les populations de référence des années intermédiaires étant quant à elles estimées par interpolation ou extrapolation. Pour la commune, le premier recensement exhaustif entrant dans le cadre du nouveau dispositif a été réalisé en 2006.

En 2022, la commune comptait 5 165 habitants, en évolution de +0,88 % par rapport à 2016 (Pas-de-Calais : −0,72 %, France hors Mayotte : +2,11 %).
| 1793 | 1800 | 1806 | 1821 | 1831 | 1836 | 1841 | 1846 | 1851 |
| ---- | ---- | ---- | ---- | ---- | ---- | ---- | ---- | ---- |
| 428  | 489  | 579  | 661  | 690  | 716  | 711  | 707  | 745  |

| 1856 | 1861 | 1866 | 1872 | 1876 | 1881 | 1886 | 1891 | 1896 |
| ---- | ---- | ---- | ---- | ---- | ---- | ---- | ---- | ---- |
| 678  | 694  | 709  | 748  | 721  | 730  | 738  | 829  | 973  |

| 1901  | 1906  | 1911  | 1921  | 1926  | 1931  | 1936  | 1946  | 1954  |
| ----- | ----- | ----- | ----- | ----- | ----- | ----- | ----- | ----- |
| 1 104 | 1 614 | 2 396 | 1 079 | 1 493 | 2 137 | 2 117 | 2 015 | 2 465 |

| 1962  | 1968  | 1975  | 1982  | 1990  | 1999  | 2006  | 2011  | 2016  |
| ----- | ----- | ----- | ----- | ----- | ----- | ----- | ----- | ----- |
| 3 323 | 3 883 | 4 154 | 4 373 | 4 299 | 4 912 | 5 208 | 5 166 | 5 120 |

| 2021  | 2022  | - | - | - | - | - | - | - |
| ----- | ----- | - | - | - | - | - | - | - |
| 5 130 | 5 165 | - | - | - | - | - | - | - |

#### Pyramide des âges
La population de la commune est relativement âgée.
En 2018, le taux de personnes d'un âge inférieur à 30 ans s'élève à 26,0 %, soit en dessous de la moyenne départementale (36,7 %). À l'inverse, le taux de personnes d'âge supérieur à 60 ans est de 39,2 % la même année, alors qu'il est de 24,9 % au niveau départemental.
En 2018, la commune comptait 2 355 hommes pour 2 737 femmes, soit un taux de 53,75 % de femmes, largement supérieur au taux départemental (51,5 %).
Les pyramides des âges de la commune et du département s'établissent comme suit.
| Hommes | Classe d’âge | Femmes |
| ------ | ------------ | ------ |
| 1,2    | 90 ou +      | 2,2    |
| 9,0    | 75-89 ans    | 14,4   |
| 25,1   | 60-74 ans    | 26,0   |
| 21,1   | 45-59 ans    | 18,7   |
| 15,5   | 30-44 ans    | 14,5   |
| 14,7   | 15-29 ans    | 12,5   |
| 13,4   | 0-14 ans     | 11,7   |

| Hommes | Classe d’âge | Femmes |
| ------ | ------------ | ------ |
| 0,5    | 90 ou +      | 1,6    |
| 5,6    | 75-89 ans    | 8,9    |
| 16,7   | 60-74 ans    | 18,1   |
| 20,2   | 45-59 ans    | 19,2   |
| 18,9   | 30-44 ans    | 18,1   |
| 18,2   | 15-29 ans    | 16,2   |
| 19,9   | 0-14 ans     | 17,9   |

### Sports et loisirs

#### Sports nautiques

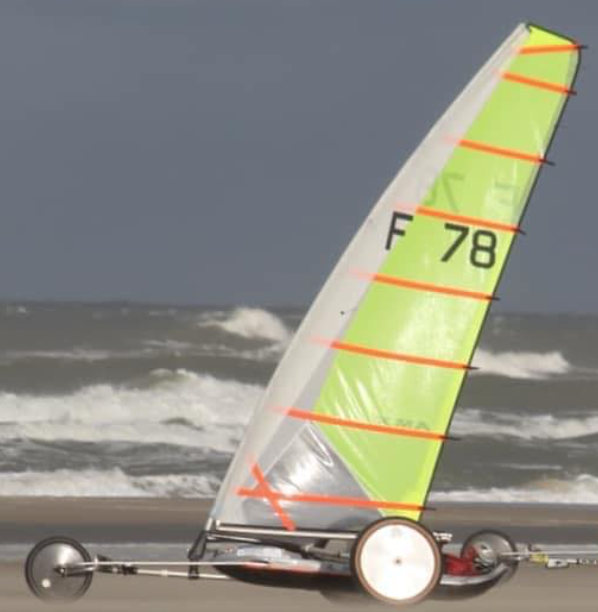

La commune, avec Stella-Plage et son front de mer et sa vaste plage, est naturellement tournée vers les sports nautiques qui sont organisés par le « club nautique stellien » (CNS). Celui-ci offre la possibilité de pratiquer de nombreuses activités comme le bateau, la pêche, le paddle et aussi le char à voile, activité qui a commencé dans la première moitié du XXe siècle.

#### Autres sports

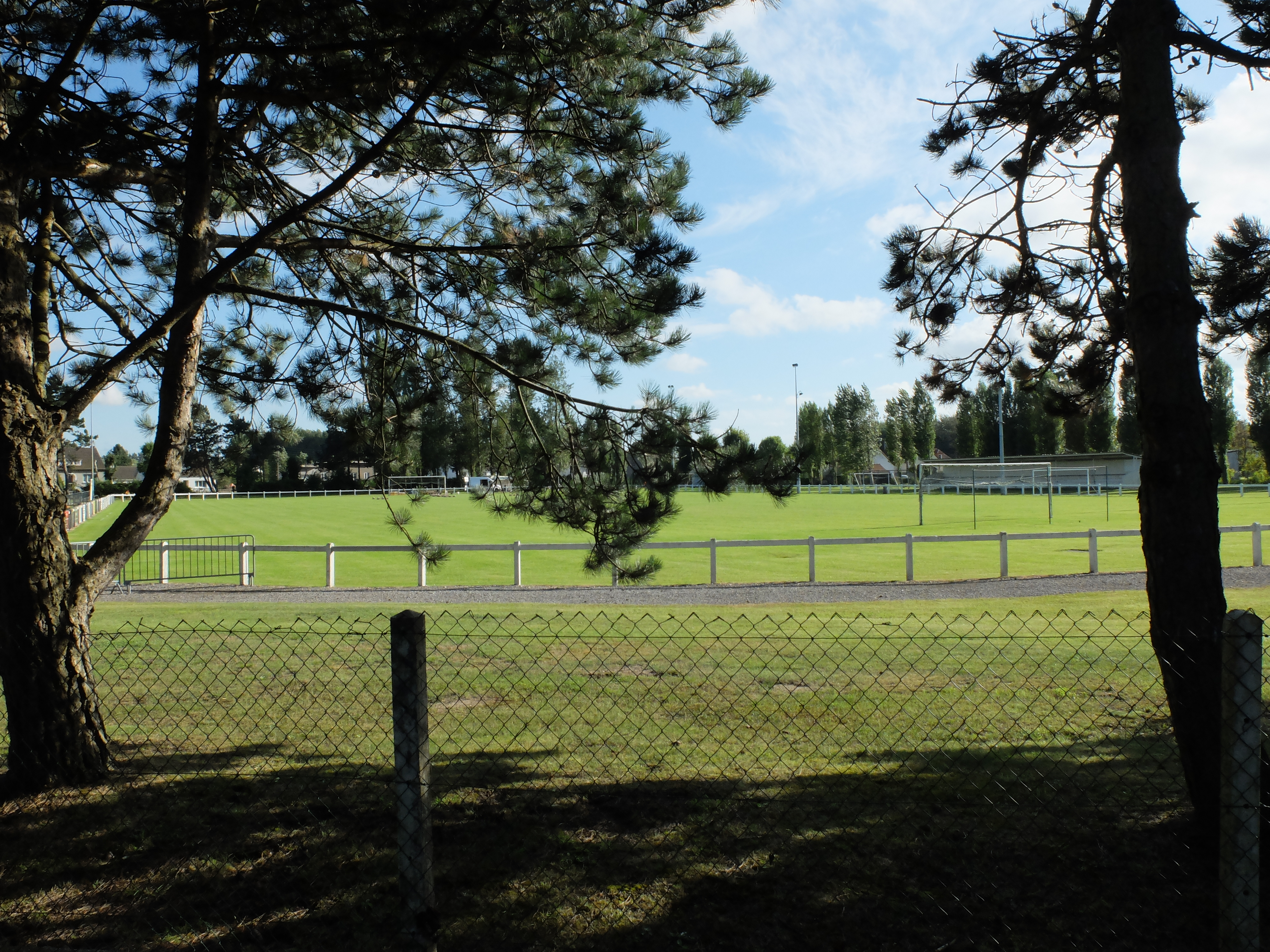
Le stade municipal.

La commune propose, avec les associations, différentes activités : 
- Dans la salle du complexe sportif Pierre Monthuy : la gymnastique, le basket-ball, le tennis de table et le tennis, avec 2 courts couverts et 3 extérieurs et un club-house face à la mairie[100] ;
- Un terrain multisports avec couloirs périphériques (petites pistes d’athlétisme)[101] ;
- Un club de football avec l'AS Cucq Football.

Et d'autres activités associatives comme le longe-côte, la colombophilie, le billard, le surf, le cyclotourisme, la danse contemporaine et la danse moderne, le Qi Gong, le yoga et sérénité, le karaté, la musculation, le jeu de quilles et de pétanque, le sport canin, le tir à l'arc, la chasse et la nature, santé et bien-être.
Le 7 mai 2022, à Stella-Plage, face à la mer, a été inauguré le nouveau skatepark de Cucq. D'une superficie de 3 000 m2, il accueille les trottinettes, skateboards, vélos et autres rollers, il est également équipé d'un mini mur d'escalade et d'un panier de basket-ball.

#### Sentiers pédestres
Le sentier de grande randonnée GR 120 ou GR littoral (partie du sentier européen E9 allant du Portugal à l'Estonie et la Russie), appelé aussi sentier des douaniers, traverse la commune en longeant la côte.
Un chemin de randonnée PR (Promenades & Randonnées) parcourt la commune, en partant de Stella-Plage, il remonte vers les dunes de Mayville puis redescend vers Cucq pour rejoindre le lieu-dit le Bout de Haut au sud de la commune.

#### Pistes cyclables
La piste cyclable « La Vélomaritime », partie côtière française de la « Véloroute de l’Europe - EuroVelo 4 », qui relie Roscoff en France à Kiev en Ukraine sur 5 100 km, est en projet pour la traversée de la commune et doit relier les pistes cyclables, déjà existantes, au nord de Stella-Plage et celles au sud de Merlimont,,.

### Vie associative
La commune dispose de plusieurs associations de différents types : sportives, avec des sports comme la danse, le cyclotourisme, le karaté, la musculation, le longe côte, le yoga… ; culturelles, avec « rencontre et Loisirs », « office territorial d'animation », « évasion partage », « association les près Lenclos », « association le parc-Soleil », « association les Tulipes », « association du quartier le Rendy » et « Cucq Trepied Stella 2020 », et patriotiques, avec « AFN » et « les anciens combattants »,,.

### Cultes
La commune dispose de trois lieux de culte, l'église Notre-Dame-du-Réconfort à Cucq, l'église Sainte-Thérèse de Stella-Plage et l'église Notre-Dame de Trépied. Elle dispose aussi de 2 chapelles à Stella-Plage : la chapelle Notre-Dame-de-la-Délivrance rue Albert et la chapelle polonaise Stella-Maris rue du Baillarquet.
Le territoire de la commune est rattaché à la paroisse de la « Sainte Famille en terre d'Opale » au sein du doyenné de Berck-Montreuil, dépendant du diocèse d'Arras. Ce doyenné couvre 68 communes.

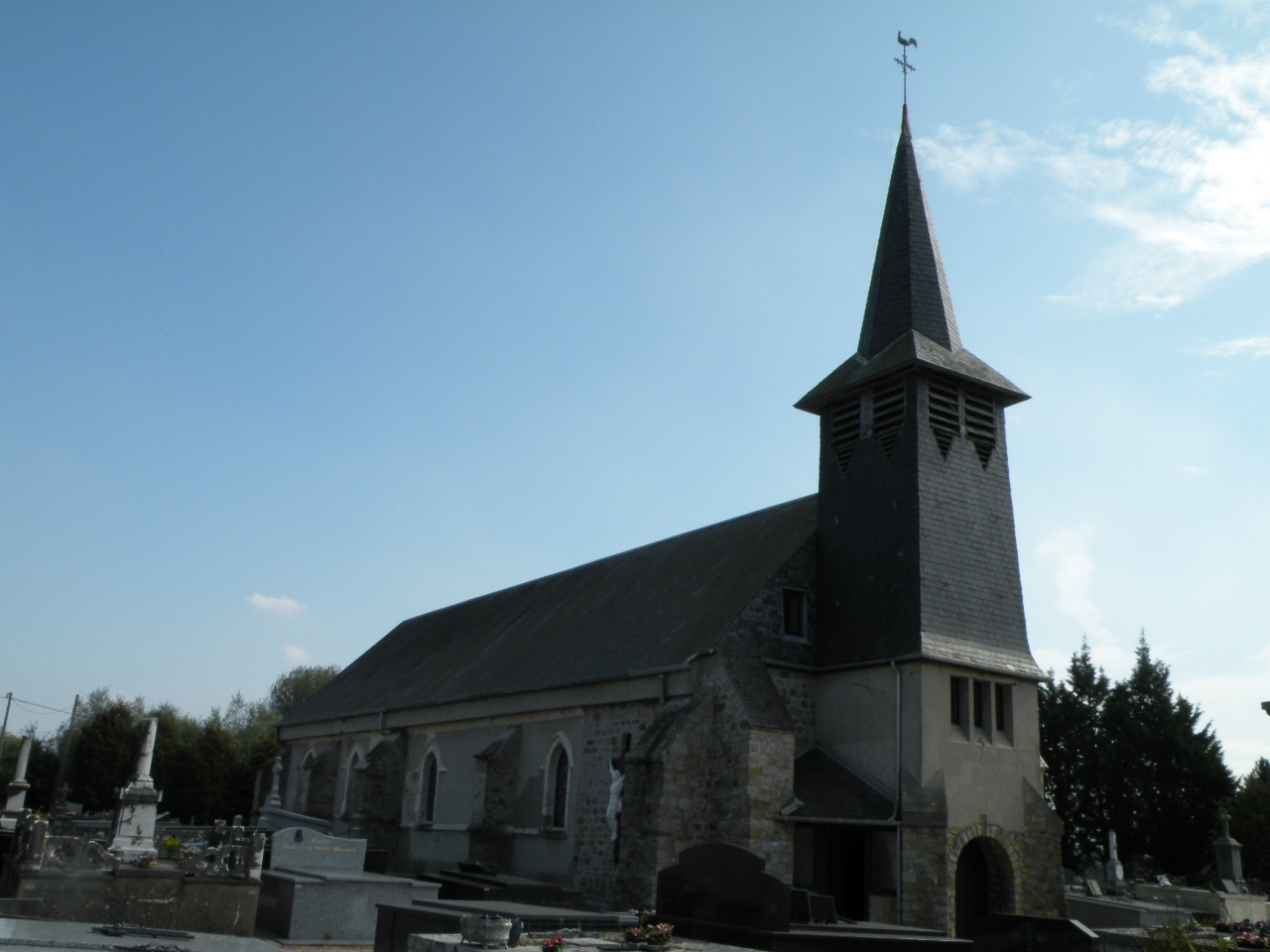
L'église Notre-Dame-du-Réconfort à Cucq.
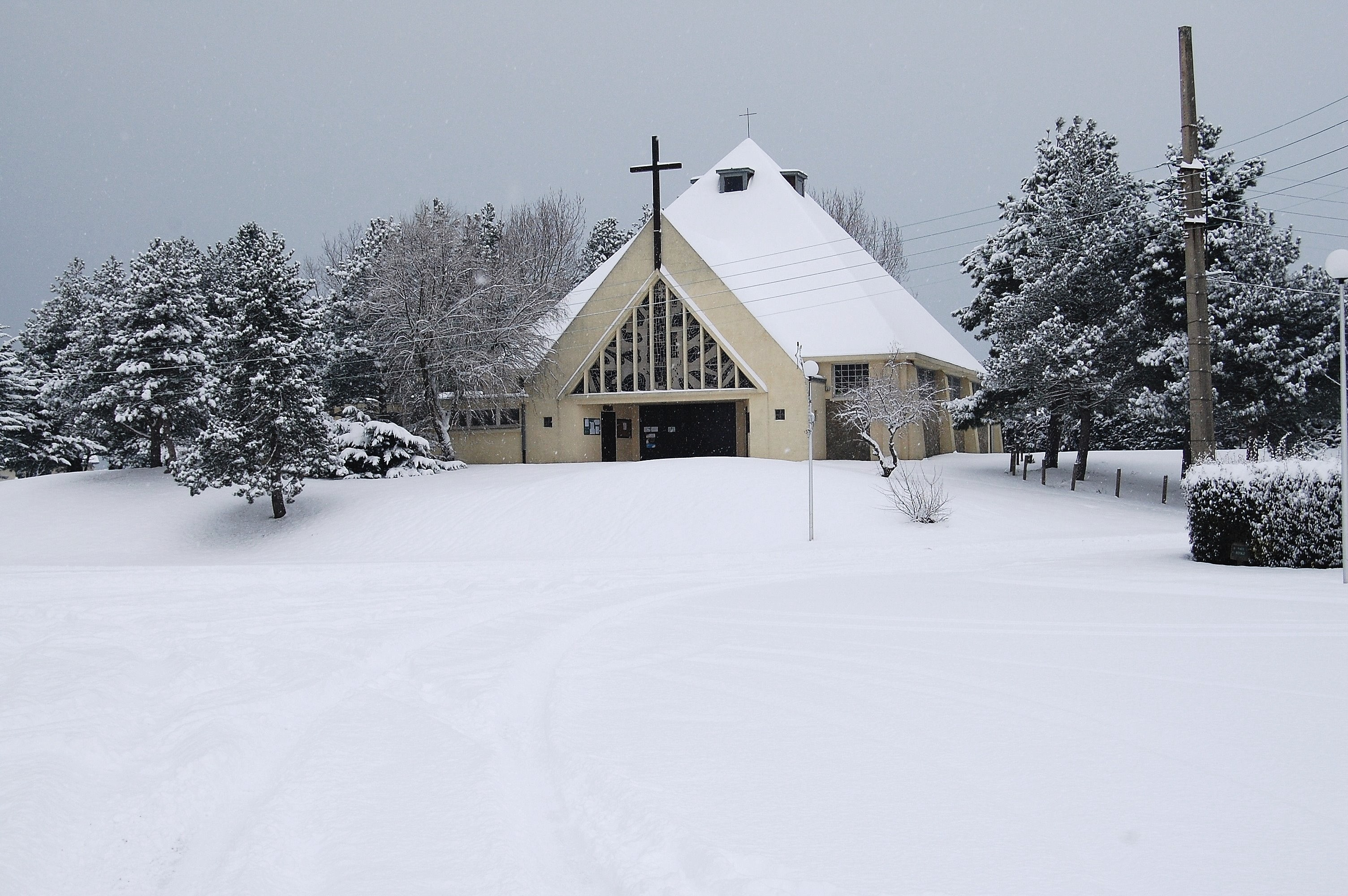
L'église Sainte-Thérèse-de-l'Enfant-Jésus de Stella-Plage.
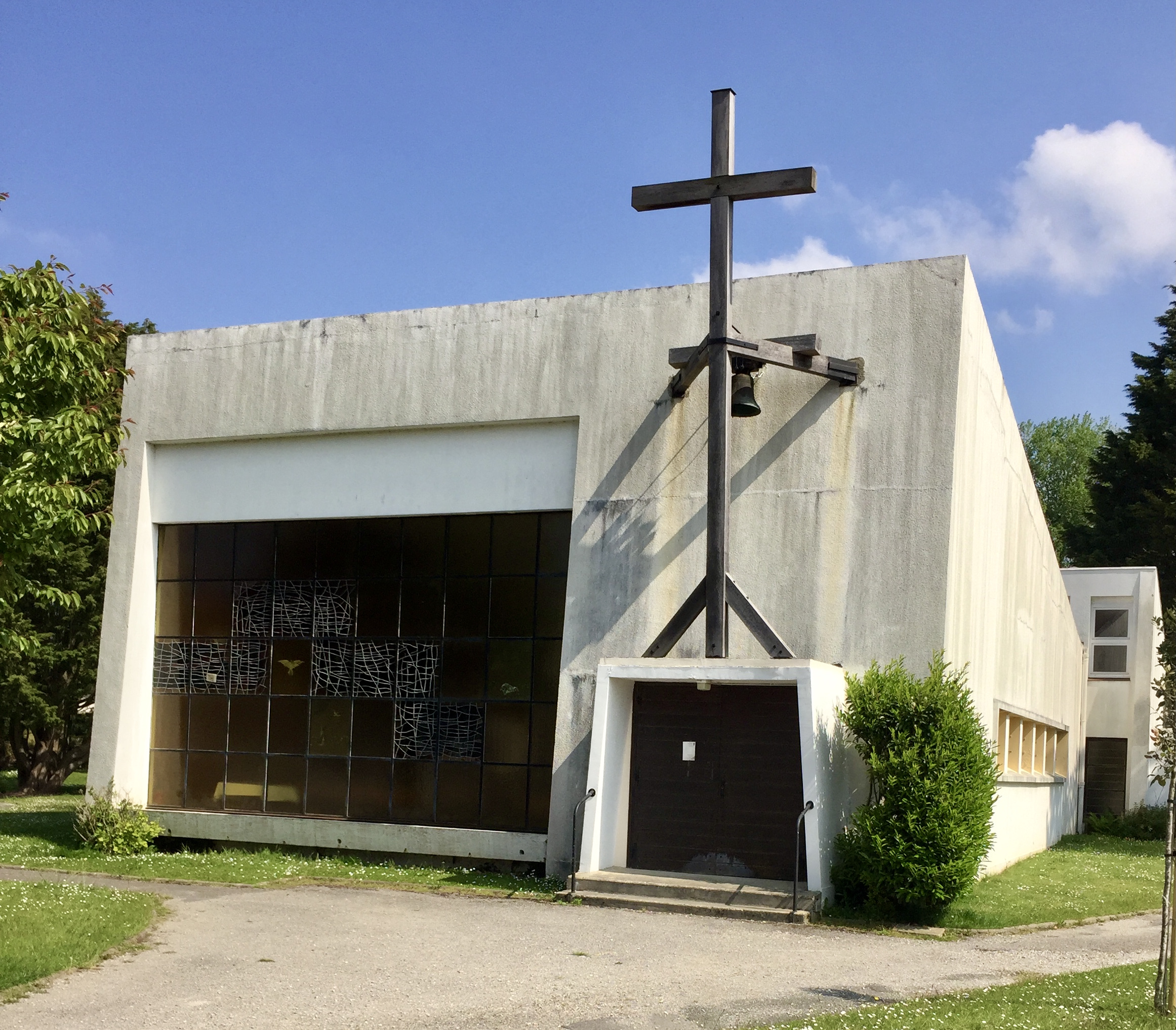
L'église Notre-Dame de Trépied

### Médias
Le quotidien régional La Voix du Nord publie une édition locale pour le Montreuillois.
La commune est couverte par les programmes de France 3 Nord-Pas-de-Calais. Jusqu'en 2014, on pouvait recevoir les programmes d'Opal'TV. La commune est également couverte par BFM Grand Littoral.

## Économie

### Revenus de la population et fiscalité
En 2018, le revenu fiscal médian par ménage, de Cucq, est de 21 510 €, pour un revenu fiscal médian en métropole de 21 730 €.
En 2018, 43 % des foyers fiscaux ne sont pas imposables.

### Emploi
La commune de Cucq fait partie, selon l'INSEE, de l'unité urbaine de Berck, de l'aire d'attraction des villes et de la zone d’emploi d'Étaples - Le Touquet-Paris-Plage et du bassin de vie de Berck.
La commune est composée de 28 % de personnes n'ayant pas d'activité professionnelle (25,9 % en métropole), qui se décompose en retraités (11,9 %) et personnes n’exerçant pas une activité professionnelle, étudiants et autres inactifs (16,1 %) :
|           | Agriculteurs | Artisans, commerçants, chefs d'entreprise | Cadres, professions intellectuelles | Professions intermédiaires | Employés | Ouvriers | Retraités | Autres personnes sans activité professionnelle |
| --------- | ------------ | ----------------------------------------- | ----------------------------------- | -------------------------- | -------- | -------- | --------- | ---------------------------------------------- |
| Cucq      | 0 %          | 5,2 %                                     | 4,7 %                               | 11,7 %                     | 16,6 %   | 10,4 %   | 36,2 %    | 14,1 %                                         |
| Métropole | 0,8 %        | 3,5 %                                     | 9,5 %                               | 14,2 %                     | 16,1 %   | 12,2 %   | 27,2 %    | 16,5 %                                         |

|           | Agriculture | Industrie | Construction | Commerce, transports, services divers | Administration publique, enseignement, santé, action sociale |
| --------- | ----------- | --------- | ------------ | ------------------------------------- | ------------------------------------------------------------ |
| Cucq      | 0,7 %       | 4,7 %     | 3,4 %        | 53,5 %                                | 37,7 %                                                       |
| Métropole | 2,6 %       | 12,2 %    | 6,4 %        | 46,8 %                                | 32 %                                                         |

En 2017, le taux de chômage est de 16,3 % alors qu'il était de 11,7 % en 2012. Sur 100 actifs, 74 travaillent dans une autre commune que leur commune de résidence.

### Entreprises et commerces
Au 31 décembre 2018, Cucq comptait 455 établissements (hors agriculture) : 23 dans l'industrie, 42 dans la construction, 145 dans le commerce-transports-services divers, 145 dans le commerce de gros et de détail, hébergement et restauration, 10 dans l'information et communication, 13 dans l'activité financières et l'assurance, 37 dans l'activité immobilière, 76 dans l'activité spécialisée, scientifique et technique et activité de service administratif et de soutien, 79 dans le secteur administratif et 30 dans les autres activités de services.
En 2019, 55 entreprises ont été créées.
Un marché de plein-air hebdomadaire, en période hivernale (d'octobre à la Pentecôte), se déroule le dimanche, place de l'hôtel de ville à Cucq et en période estivale (de Pentecôte à fin septembre) tous les mercredis et dimanches, place du marché à Stella-Plage.

### Tourisme

#### Hôtellerie, camping et autres hébergements collectifs
Au 1er janvier 2025, la commune dispose de trois hôtels pour une capacité totale de 119 chambres, de cinq campings totalisant 735 emplacements et d'un autre type d'hébergement collectif totalisant 247 places de lit

## Culture locale et patrimoine

### Lieux et monuments

#### Constructions inscrites au patrimoine architectural du ministère de la Culture
La commune a 25 constructions inscrites au patrimoine architectural du ministère de la Culture, 22 villas, deux églises et la poste actuelle. Ces constructions ont été réalisées par les architectes Lucien Dufour, un des plus prolifiques sur la commune, Andrezj Kulesza, Ernő Goldfinger, Yves Laloy, Robert Hideux, Chevalier et Picard et Marcelin et Joannon. La majorité de ces constructions est sise à Stella-Plage :
- Cucq :
  - Maison, actuellement la poste, 1650 avenue de la Libération, Cucq, architecte Lucien Dufour[85] ;
  - Maison dite Villa The Outlock, 54 avenue du Chat-Noir, Cucq, architecte Ernő Goldfinger[115] ;
  - Maison dite Villa The Studio, 88 avenue du Chat-Noir, Cucq, architecte Ernő Goldfinger[116].

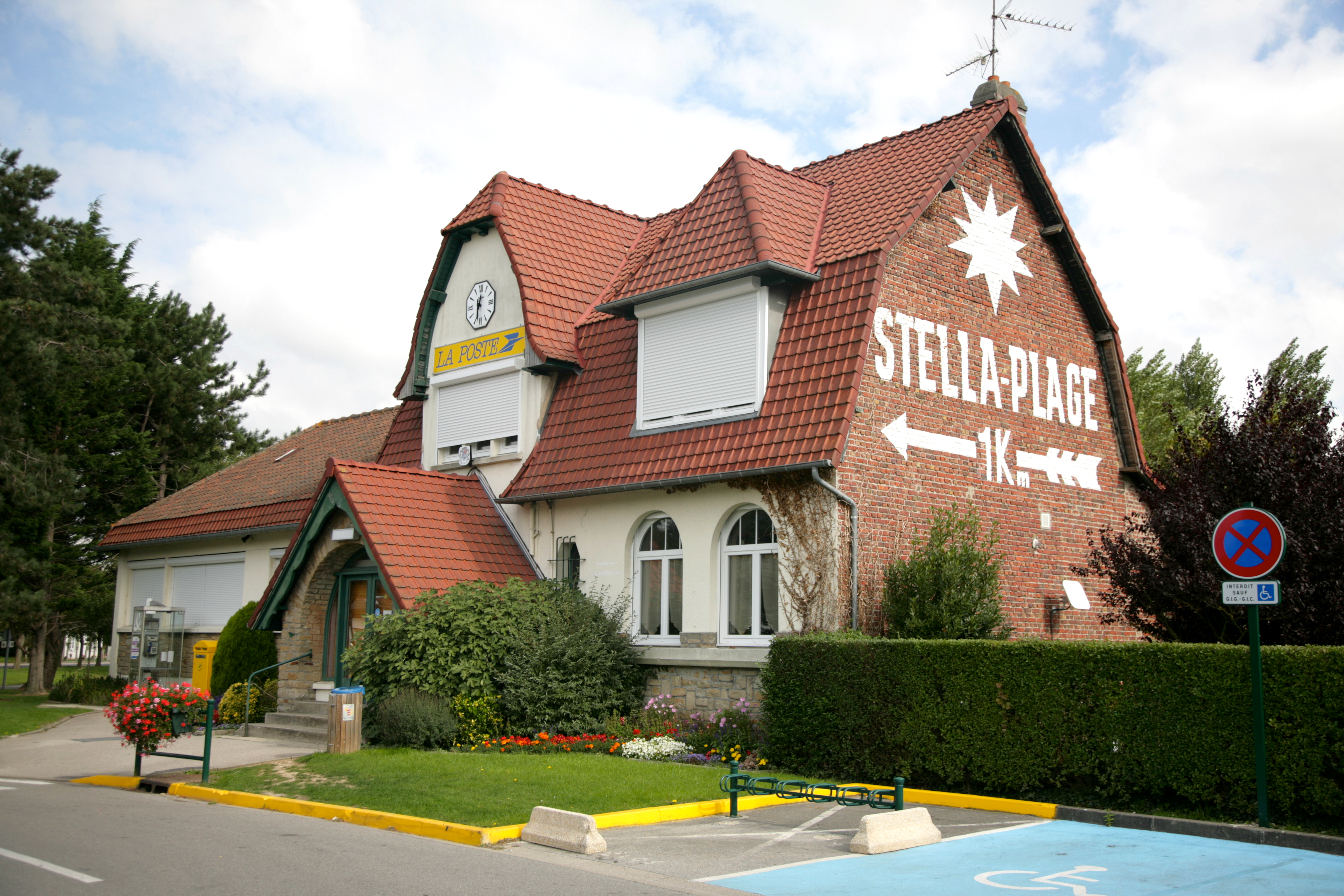
La poste.

- Stella-Plage :
  - Église paroissiale Sainte-Thérèse-de-l'Enfant-Jésus, place Royale, Stella-Plage, architecte Andrezj Kulesza[117] ;
  - Maison dite Villa L'Alouette, 991 boulevard de Berck, Stella-Plage, architecte Lucien Dufour[118] ;
  - Maison dite Villa Notre Refuge, 1015 boulevard de Berck, Stella-Plage, architectes Marcelin et Joannon[119] ;
  - Maison dite Villa Les Musardises, 1215 boulevard de Berck, Stella-Plage, architectes Marcelin et Joannon[120] ;
  - Maison villa balnéaire, 1218 boulevard de Berck, Stella-Plage, architecte architectes Marcelin et Joannon[121] ;
  - Maison dite Villa La Marjolaine, 1372 boulevard de Berck, Stella-Plage, architecte Lucien Dufour[122] ;
  - Maison dite Villa La Chaumière, 1427 boulevard de Berck, Stella-Plage, architecte Lucien Dufour[123] ;
  - Maison dite Villa La Crémaillère, 673 boulevard Edmond-Labrasse, Stella-Plage, architecte Lucien Dufour[124] ;
  - Édifice commercial Stella Agence, 647 boulevard Edmond-Labrasse, Stella-Plage, architecte Lucien Dufour[125] ;
  - Maison dite Villa Sous-Bois, 758 boulevard Edmond-Labrasse, Stella-Plage, architecte Lucien Dufour[126] ;
  - Maison dite Villa La Nichette, 938 boulevard Edmond-Labrasse, Stella-Plage, maître d'œuvre inconnu[127] ;
  - Maison dite Villa Yvonne et Charlotte, 37 rue de L'Étoile, Stella-Plage, architecte Lucien Dufour[128] ;
  - Maison dite Villa Marcelle, 65 rue de L'Étoile, Stella-Plage, architecte Lucien Dufour[129].
  - Maison dite chalet, 91 square de la Liberté, Stella-Plage, maître d'œuvre inconnu[130] ;
  - Hôtel de voyageurs dit Hôtel de l'Étoile, actuellement maison, 103 square de la Liberté, Stella-Plage, maître d'œuvre inconnu[131] ;
  - Maison dite Villa Petit Poucet, 121 square de la Liberté, Stella-Plage, architecte Lucien Dufour[132] ;
  - Maison dite Villa Bois Lurette, 430 allée Madeleine, Stella-Plage, architecte Lucien Dufour[133] ;
  - Maison dite Villa Piquart, actuellement centre de vacances, 201 avenue de Nice, Stella-Plage, architectes Chevalier et Picard[134] ;
  - Maison dite Villa La Gartempe, 20 rue de Saint-Quentin, Stella-Plage, architecte Lucien Dufour[135] ;
  - Maison dite Villa Coin Fleuri, 84 avenue de la Victoire, Stella-Plage, maître d'œuvre inconnu[136] ;
  - Maison dite Villa Verte Feuille, 150 avenue de la Victoire, Stella-Plage, architecte Robert Hideux[137].
- Trépied :
  - Église paroissiale Notre-Dame, avenue Jean-Jaurès, Trépied, architecte Yves Laloy[138].

#### Autres lieux et monuments
- La chapelle Notre-Dame-de-la-Délivrance rue Albert à Stella-Plage.
- La chapelle polonaise Stella-Maris rue du Baillarquet à Stella-Plage.
- L'ancienne mairie, fermée en 1981.
- L'arbre de la paix, planté le 8 mai 1995, en souvenir du 50e anniversaire de la libération de la France.
- Le monument aux morts[139].

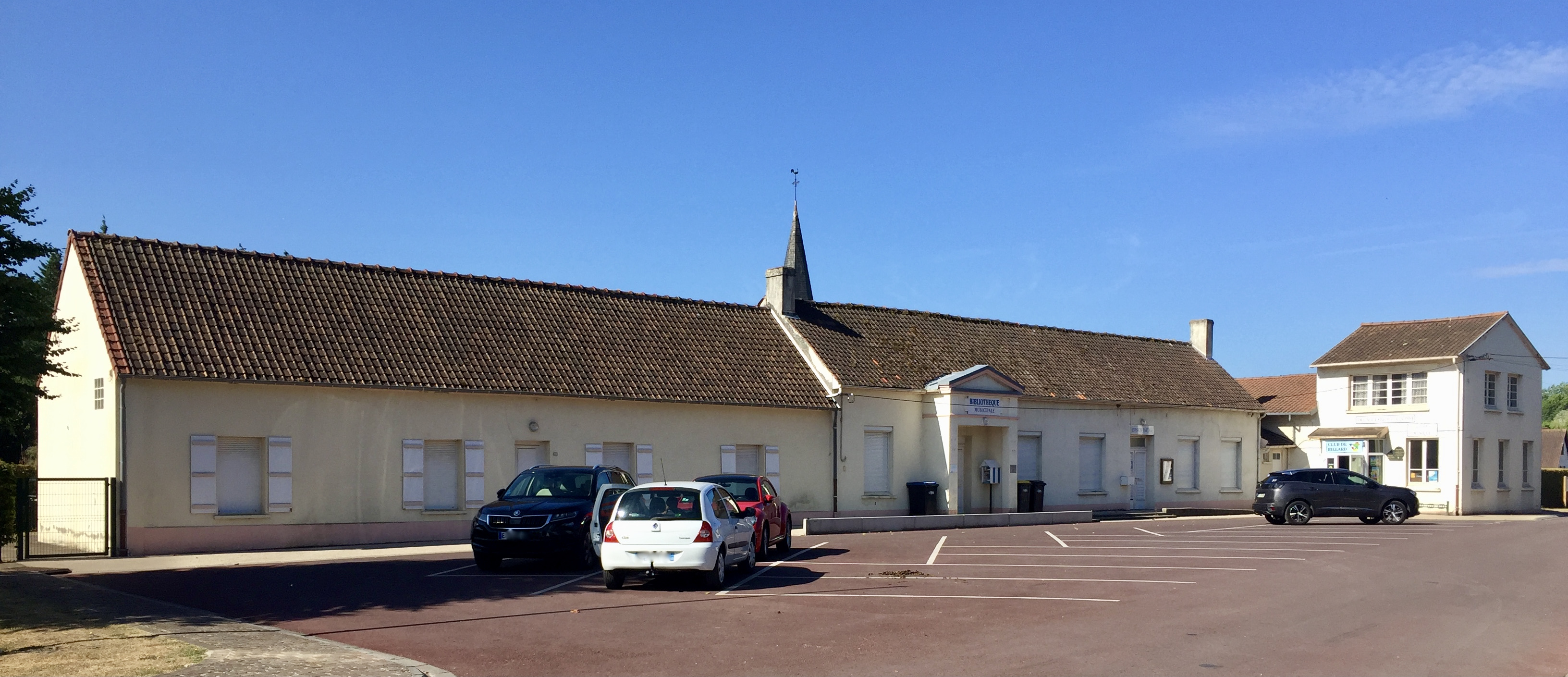
L'ancienne mairie.
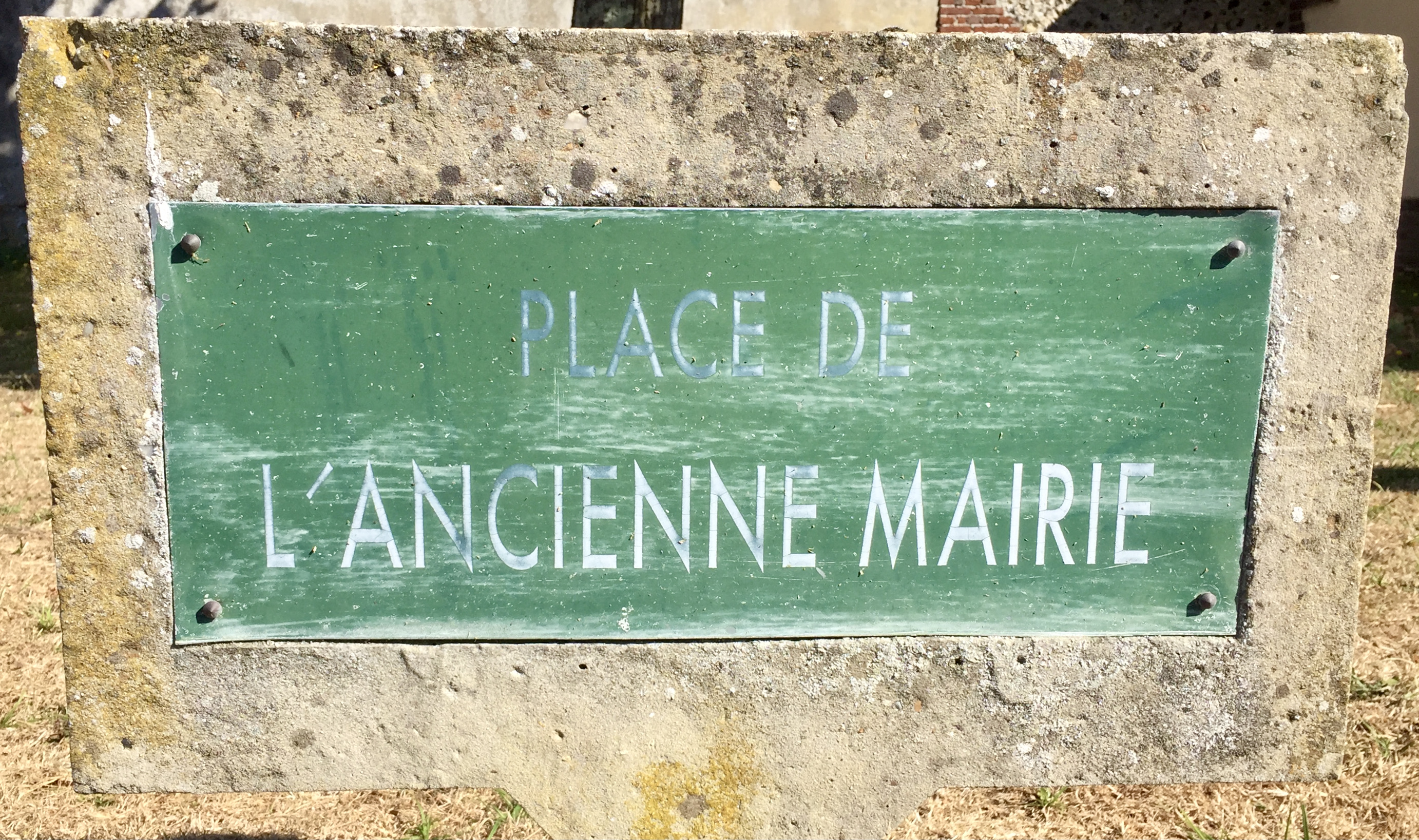
La place de l'ancienne mairie.
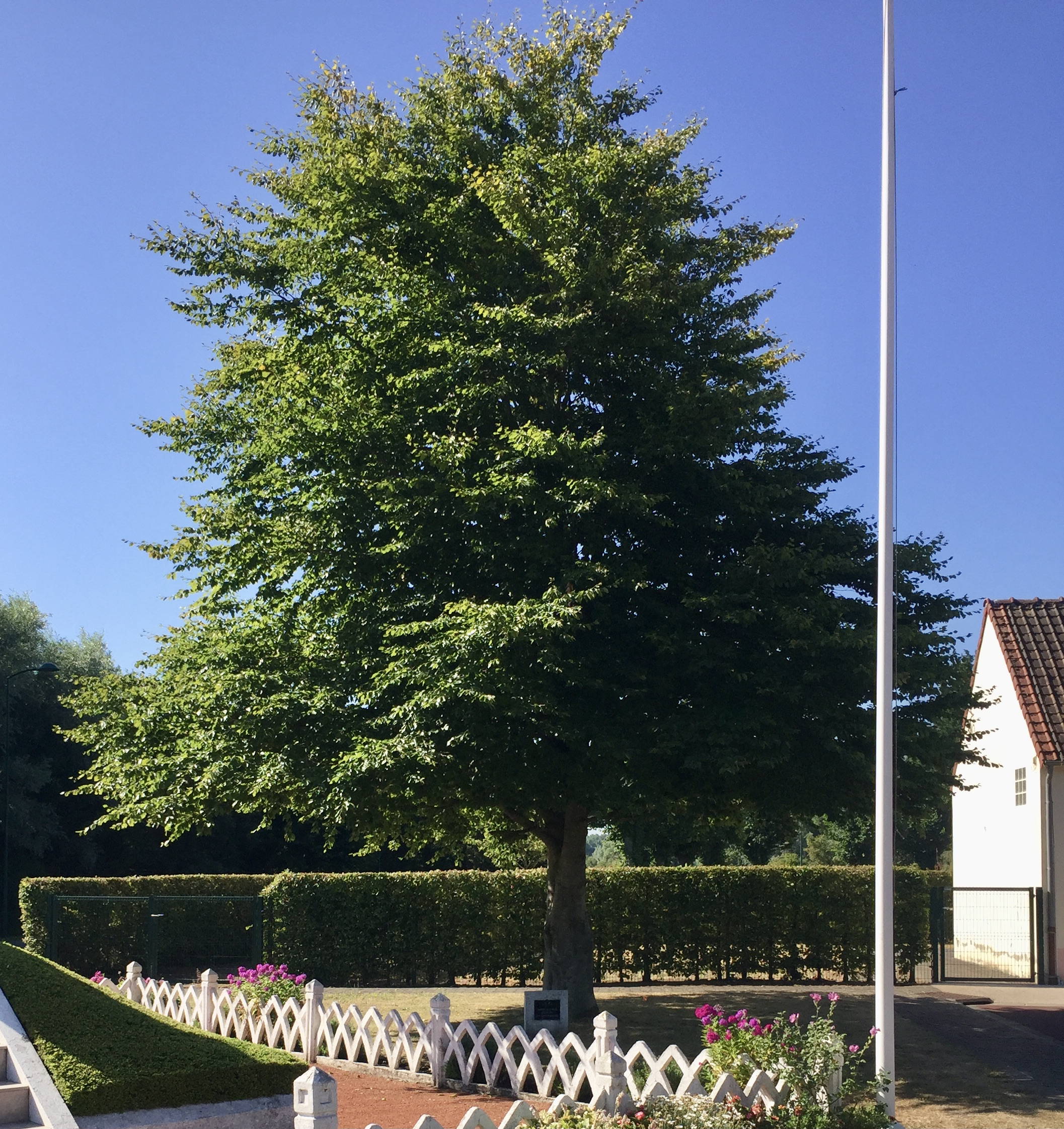
L'arbre de la Paix.
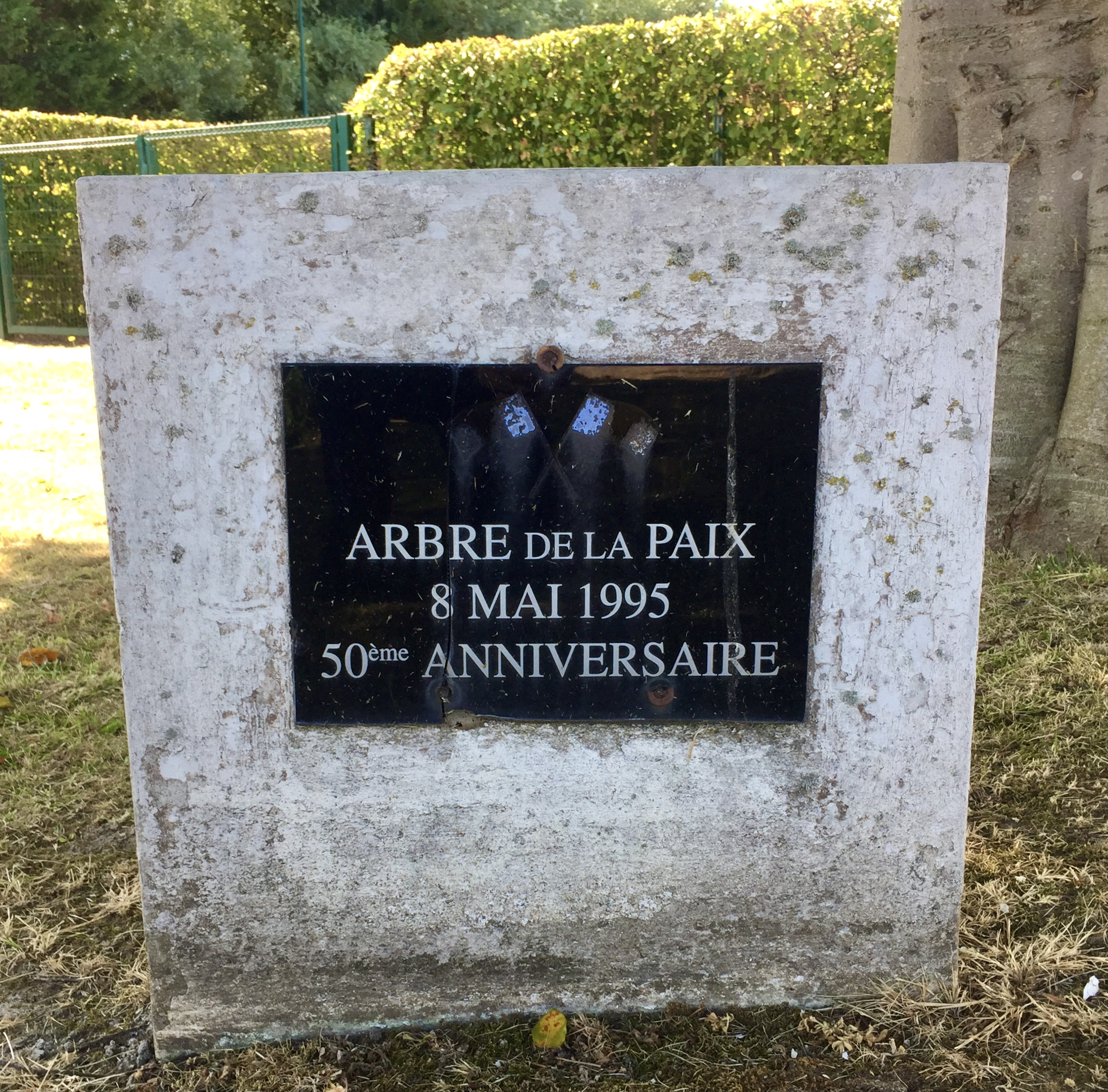
La plaque de l'arbre de la paix.
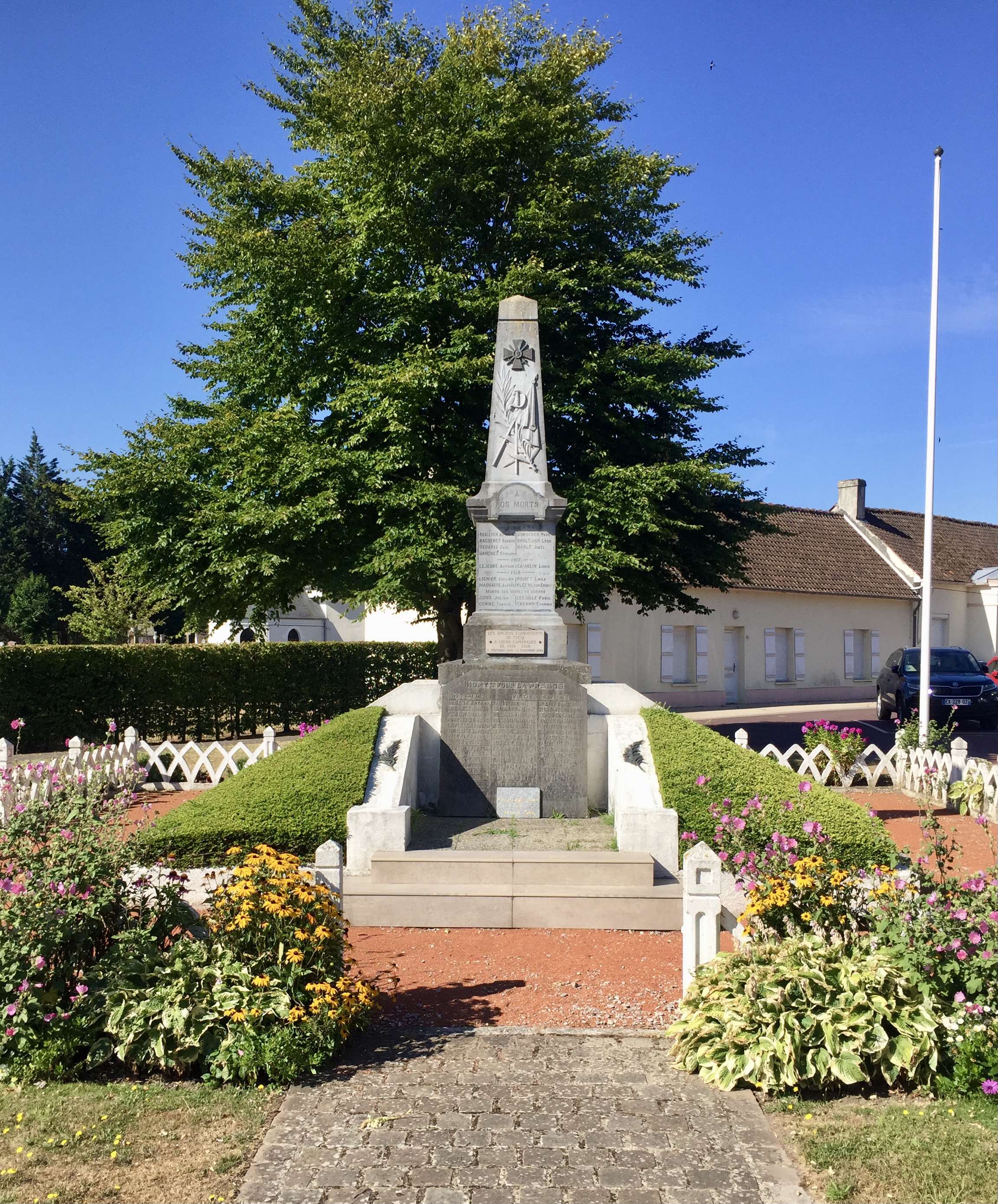
Le monument aux morts.

### La commune dans les arts
Plusieurs scènes de cinéma ont été tournées à Stella-Plage :
- 1973 : Les Valseuses, film écrit et réalisé par Bertrand Blier[140]. Les trois acteurs principaux de cette comédie de mœurs sont Patrick Dewaere, Gérard Depardieu et Miou-Miou, qui y jouent leur premier véritable grand rôle. Isabelle Huppert y joue un de ses premiers rôles.
- 1981 : Garde à vue, film  réalisé par Claude Miller[141].
- 2005 : Combien tu m'aimes ?, film  réalisé par Bertrand Blier, tournage avec Monica Bellucci et Bernard Campan de scènes de plage[142].
- 2017 : Je n'ai pas tué Jesse James, court-métrage réalisé par Sophie Beaulieu[141].

### Personnalités liées à la commune
L'existence de nombreuses personnalités liées à Cucq s'explique, en grande partie, par la présence, sur le territoire de la commune, de la clinique des Acacias créée en 1958 et équipée d'une maternité.
- Louise Jordan Miln (en)(1864-1933), romancière américaine, morte à Cucq.
- Raymond Debruyckere (1907-1973), coureur cycliste, mort à Stella-Plage, hameau de Cucq.
- Henri Attal (1936-2003), acteur, mort à Cucq.
- Christian Nau (1944-2022), pilote de char à voile et écrivain, mort à Cucq.
- Benoît Rafray (1967), artiste peintre, né à Cucq.
- Réginald Ray (1968-), footballeur, né à Cucq.
- Philippe Fait (1969-), homme politique, né à Cucq.
- François-Dominique Blin, né en 1973 à Cucq, est un acteur français.
- Michael Curtis « Yogi » Stewart (1975), joueur de basket-ball américain, né à Cucq.
- Ophélie David (1976), skieuse, née à Cucq.
- Matthieu Bataille (1978), judoka, né à Cucq.
- Alexandre Cuvillier (1986), footballeur, né à Cucq.
- Pauline Parmentier (1986), joueuse de tennis, née à Cucq.
- Benjamin Leroy (1989-), footballeur, né à Cucq.
- Pierre-Baptiste Baherlé (nl)(1991-), footballeur, né à Cucq.
- Pauline Crammer (1991-), footballeuse, née à Cucq.
- Quentin Gosselin (1996-), beach soccer, né à Cucq.

Des artistes peintres de l'École d'Étaples ont habité le hameau de Trépied comme les Anglais William Lee Hankey, Julia Beatrice How et Annie L. Simpson, les Australiens Arthur Baker-Clack, Charles Edward Boutwood, les sœurs Alison et Iso Rae et les Américains Myron G. Barlow, Dwight Frederick Boyden, Chester C. Hayes et Henry Ossawa Tanner.

### Héraldique

Blason de Stella-Plage : « d'argent à quatre burelles d'azur, à la champagne de sinople (alias d'azur) ; à une étoile d'or brochant au canton dextre du chef et rayonnant de six rais du même vers la pointe et vers le flanc senestre ».

| Blason de Cucq | Blason  | Parti : au 1er d'or à trois bandes d'azur, chargé en cœur d'une flamme de gueules sommant une dune isolée du même, à la bordure de gueules, au 2d tiercé en fasce : en I de gueules à trois besants d'or, accompagnés de deux mulets d'argent affrontés en chevron renversé, en II d'azur à quatre burelles ondées d'argent, chargées en cœur d'une étoile d'or, en III re-parti : au 1er d'or à trois bandes d'azur chargé d'un phare d'argent allumé du champ posé sur une dune de sinople émergeant d'une champagne aussi d'argent, et à la bordure de gueules, au 2d de gueules à une nef d'argent voguant sur des ondes du même mouvant de la pointe, au chef d'azur semé de fleurs de lys d'or. Devise / CriVoir loin, voir grand |
| Blason de Cucq | Détails | Le premier du parti est aux armes du Ponthieu auquel Cucq, comme Le Touquet, appartiennent historiquement. En cœur, la flamme sur une dune qui rappelle que pendant les guerres qui désolèrent la Picardie au XVIe siècle, les habitants faisaient le guet au rivage. Ils se plaçaient sur la grande sablonnière et par des feux avertissaient les veilleurs de la tour de Saint-Josse qui à leur tour donnaient le même signal au poste de Montreuil-sur-Mer. Le second du parti montre l'importance du hameau de Trépied (3 besants), et les mulets (poissons) rappellent que la pêche a toujours été la principale industrie des habitants et qu'en 1168 ils obtinrent le privilège exclusif de traîner le filet depuis la Canche jusqu'à l'Authie. Les vagues et l'étoile constituent les armes de Stella-Plage. Le troisième coupé du parti reprend le blason du Touquet-Paris-Plage, dont le hameau de Paris-Plage fit partie de la commune de Cucq jusqu'en 1912. Adopté par la municipalité. |

## Pour approfondir

#### Bases de données, dictionnaires et encyclopédies
- Ressources relatives à la géographie :   - Insee (communes)
  - Ldh/EHESS/Cassini
- Ressource relative à plusieurs domaines :   - Annuaire du service public français
- Ressource relative à la musique :   - MusicBrainz
- Notices d'autorité :   - VIAF
  - BnF (données)
  - LCCN
  - GND
  - Israël
  - WorldCat